# Armorial des Capétiens
- cet armorial n'utilise pas de modèle de présentation, ce qui améliorerait sa lisibillité en modification..
- quelques blasons ne sont pas référencés.
- certaines figures sont encore dans un format bitmap et doivent être vectorisées.

Cette page constitue un armorial des Capétiens. Elle donne les armoiries (figures et blasonnements) des nobles issus de la famille des Capétiens.

## Trône
| Armoiries    | Informations | Informations                                  |
| ------------ | --- | --------------------------------------------- |
|              | Titulaires | Rois de France.                               |
| Blasonnement | D'azur semé de fleurs de lys d'or (avant 1376). D'azur à trois fleurs de lys d'or (après 1376). |                                               |
| Note         | La fleur de lys serait un ancien symbole des Francs. |                                               |
|              | Titulaires | Dauphins du Viennois puis dauphins de France. |
| Blasonnement | Écartelé au 1 et 4 d'azur semé de fleurs de lys d'or et au 2 et 3 d'or à un dauphin d'azur, crêté, barbé, loré, peautré et oreillé de gueules (avant 1376) Écartelé au 1 et 4 d'azur à trois fleurs de lys d'or et au 2 et 3 d'or à un dauphin d'azur, crêté, barbé, loré, peautré et oreillé de gueules (après 1376). |                                               |
| Note         | Depuis le 30 mars 1349, le titre de dauphin est automatiquement accordé à l'héritier du trône, lorsqu'il s'agit d'un descendant direct du roi. |                                               |

## Capétiens directs (987-1328)
| Figure                                                                    | Nom du prince et blasonnement |
| ------------------------------------------------------------------------- | --- |
| Enfants de Philippe Ier                                                   | |
| Blason du Vexin français                                                  | Louis (1081 † 1137), comte de Vexin, futur Louis VI le Gros D'azur semé de fleurs de lys d'or au lambel d'hermine. Il est plus que probable que ces armes furent réalisées bien après Louis VI, car : 1. les premiers armoiries apparaissent vers 1130, et Louis VI est roi dès 1108, 2. l'arrière-petit-fils de Louis VI, Philippe Hurepel, est, semble-t-il, le premier à briser l'écu aux fleurs de lys. |
| Enfants de Philippe II Auguste                                            | |
| Blason du futur Louis VIII                                                | Louis de France (1187 † 1226), fils aîné Philippe II Auguste, futur roi de France sous le nom de Louis VIII D'azur semé de fleurs de lys d'or. |
| Blason du comté Hurepel de Clermont-en-Beauvaisis                         | Philippe Hurepel (1200 † 1234), comte de Clermont, de Boulogne et de Dammartin, quatrième fils de Philippe II Auguste D'azur semé de fleurs de lys d'or au lambel à cinq pendants de gueules. |
| Enfants de Louis VIII le Lion                                             | |
| Blason du comté d'Artois                                                  | Robert Ier (1216 † 1250), comte d'Artois, troisième fils de Louis VIII le Lion et de Blanche de Castille D'azur semé de fleurs de lys d'or au lambel de gueules, chaque pendant chargé de trois châteaux d'or. Comme pour ses frères (Alphonse de Poitiers et Charles d'Anjou), les châteaux utilisés pour la brisure de ses armes vient des armoiries de sa mère, Blanche de Castille. Ces armes sont ensuite portées par ses descendants en lignées masculine (maison capétienne d'Artois) |
| Armoiries de Jean de France du comté d'Anjou                              | Jean de France (1219 † 1232), comte d'Anjou et du Maine, quatrième fils de Louis VIII le Lion et de Blanche de Castille D'azur semé de fleurs de lys d'or au lambel de gueules |
| Blason d'Alphonse de France, comte de Poitiers et de Toulouse             | Alphonse (1220 † 1271), comte de Poitiers et de Toulouse, cinquième fils de Louis VIII le Lion et de Blanche de Castille Parti d'azur semé de fleurs de lys d'or et de gueules semés de châteaux d'or. Comme pour ses frères (Robert d'Artois et Charles d'Anjou), les châteaux utilisés pour la brisure de ses armes vient des armoiries de sa mère, Blanche de Castille. |
| Armoiries de Charles Ier de France, duc d'Anjou · Blason du comté d'Anjou | Charles Ier (1226 † 1285), comte d'Anjou, roi de Sicile et comte de Provence, sixième fils de Louis VIII le Lion et de Blanche de Castille avant 1246 : D'azur semé de fleurs de lys d'or à la bordure de gueules, chargé de onze châteaux d'or. Comme pour ses frères (Robert d'Artois et Alphonse de Poitiers), les châteaux utilisés pour la brisure de ses armes vient des armoiries de sa mère, Blanche de Castille. après 1246 : D'azur semé de fleurs de lys d'or au lambel de gueules En recevant l'Anjou et le Maine en apanage, Charles d'Anjou reprend également les armoiries de son frère Jean de France (1219-1232) - Auteur de la branche d'Anjou-Sicile |
| Enfants de Saint Louis                                                    | |
| Blason d'Isabelle de France, reine de Navarre                             | Isabelle de France (1242 † 1271), fille aînée de Saint Louis, mariée en 1255 à Thibaut II de Navarre. Deux écus accolés : celui des cupé : mi-parti, en 1 de gueules aux chaînes d'or posées en orle, en croix et en sautoir, chargées en cœur d'une émeraude au naturel, et en 2 d'azur à la bande d'argent côtoyée de deux doubles cotices potencées et contre-potencées d'or et celui semé de fleurs de lys d'or. |
| Blason du futur Louis VIII                                                | Louis de France (1244 † 1260), fils aîné de Saint Louis D'azur semé de fleurs de lys d'or. |
| Blason du comté de Valois                                                 | Jean Tristan (1250 † 1270), comte de Valois, quatrième fils de Saint Louis D'azur semé de fleurs de lys d'or à la bordure de gueules, portées ensuite par : - Pierre Ier (1252 † 1283), comte d'Alençon, son frère |
| Blason du comté d'Alençon · Blason du comté de Valois                     | Pierre Ier (1252 † 1283), comte d'Alençon, cinquième fils de Saint Louis avant 1270 : D'azur semé de fleurs de lys d'or à la bordure de gueules chargée de besants d'argent. après 1270 : D'azur semé de fleurs de lys d'or à la bordure de gueules. |
| Blason du comté de Clermont-en-Beauvaisis                                 | Robert (1256 † 1317), comte de Clermont et sire de Bourbon, dernier fils de Saint Louis D'azur semé de fleurs de lys d'or à la bande de gueules. - Auteur de la maison de Bourbon |
| Enfants de Philippe III le Hardi                                          | |
| Blason du comté de Valois                                                 | Philippe de France (1268 † 1314), second fils de Philippe III. Roi de France sous le nom de Philippe IV le Bel. D'azur semé de fleurs de lys d'or à la bordure de gueules |
| Blason de Charles de Valois (1270-1325) · Blason du comté de Valois       | Charles de France (1270 † 1325), comte de Valois, d'Alençon, de Chartres et du Perche (en 1285), comte d'Anjou et du Maine (en 1290), duc d'Anjou (en 1297), auteur de la branche, quatrième fils de Philippe III, roi de France avant 1297 : D'azur semé de fleurs de lys d'or à la bordure-lambel de gueules. après 1297 : D'azur semé de fleurs de lys d'or à la bordure de gueules. - Auteur de la maison de Valois |
| Blason de la ville de Mortain (Manche)                                    | Louis (1276 † 1319), comte d'Evreux, dernier fils de Philippe III D'azur semé de fleurs de lys d'or à la bande componée d'argent et de gueules. - Auteur de la maison d'Evreux-Navarre |
|                                                                           | Marguerite de France (1279 † 1318), première fille de Philippe III, mariée en 1299 à Édouard Ier d'Angleterre (1239 † 1307) Mi-parti, au 1 de gueules à trois léopards d'or armés et lampassés d'azur et au 2 d'azur semé de lys d'or ,. |
| Enfants de Philippe IV le Bel                                             | |
| Blason de Rois de France · Blason de Rois de France                       | rois de France et de Navarre : Louis de France (1289 † 1316). Fils aîné de Philippe IV le Bel. Roi de Navarre puis roi de France sous le nom de Louis X le Hutin reine de Navarre : Jeanne II mi-parti en 1 d'azur semé de fleurs de lys d'or et en 2 de gueules, à l'escarboucle fermée et pommetée d'or, allumées en cœur de sinople. Soit, lu de façon moderne : mi-parti en 1 d'azur semé de fleurs de lys d'or et en 2 de gueules aux chaînes d'or posées en orle, en croix et en sautoir, chargées en cœur d'une émeraude au naturel. |
| Armoiries de plusieurs princes capétiens · Blason de Rois de France       | Philippe (1293 † 1322), second fils de Philippe IV le Bel. Comte de Poitiers. Roi de France et de Navarre sous le nom de Philippe V le Long, roi de France et de Navarre. Avant 1316 : D'azur semé de fleurs de lys d'or au lambel componé de gueules et d'argent, alias de France au lambel componé de gueules et d'argent. Après 1316 : mi-parti en 1 d'azur semé de fleurs de lys d'or et en 2 de gueules, à l'escarboucle fermée et pommetée d'or, allumées en cœur de sinople. |
| Blason de Rois de France                                                  | Charles (1294 † 1328), troisième fils de Philippe IV le Bel. Comte de la Marche. Roi de France et de Navarre sous le nom de Charles IV le Bel, roi de France et de Navarre. Avant 1322 : D'azur semé de fleurs de lys d'or à la bordure componée de gueules et d'argent. Après 1322 : mi-parti en 1 d'azur semé de fleurs de lys d'or et en 2 de gueules, à l'escarboucle fermée et pommetée d'or, allumées en cœur de sinople. |
| Blason d'Isabelle de France, reine d'Angleterre.                          | Isabelle de France (1295 † 1358), fille unique de Philippe IV le Bel, mariée en 1308 à Édouard II (1284 † 1327), roi d'Angleterre Écartelé, au 1 de gueules à trois léopards d'or, au 2 d'azur semé de lys d'or, au 3 de gueules à l'escarboucle fermée d'or, allumée de sinople et au 4 d'azur à la bande d'argent côtoyée de deux doubles cotices potencées et contre-potencées d'or ,. |

## Maison de Valois (1285-1498)
| Figure | Nom du prince et blasonnement |
| --- | --- |
| Blason de Charles de Valois (1270-1325) · Blason du comté de Valois                                                                      | Charles de France (1270 † 1325), comte de Valois, d'Alençon, de Chartres et du Perche (en 1285), comte d'Anjou et du Maine (en 1290), duc d'Anjou (en 1297), auteur de la branche, fils de Philippe III, roi de France avant 1297 : D'azur semé de fleurs de lys d'or à la bordure-lambel de gueules. après 1297 : D'azur semé de fleurs de lys d'or à la bordure de gueules. |
| Enfants de Charles Ier de Valois | |
| Blason du comté de Valois | Philippe de Valois (1293 † 1350), comte d'Alençon (1293), comte de Chartres et du Maine (1315), comte de Valois (1326). Fils aîné de Charles de Valois. Roi de France (1328) sous le nom de Philippe VI avant 1326 : D'azur semé de fleurs de lys d'or à la bordure engrêlée de gueules. après 1326 : D'azur semé de fleurs de lys d'or à la bordure de gueules. |
| Blason du comté d'Alençon | Charles II (1297 † 1346), comte d'Alençon, second fils de Charles de Valois D'azur semé de fleurs de lys d'or à la bordure de gueules chargée de besants d'argent |
| Enfants de Philippe VI de Valois | |
| Blason du comté de Valois | Jean (1319 † 1364), duc de Normandie et de Guyenne, fils aîné de Philippe VI de Valois. Roi de France sous le nom de Jean II le Bon D'azur semé de fleurs de lys d'or à la bordure d'argent alias de gueules. |
| Armoiries de plusieurs princes capétiens                                                                                                 | Philippe (1336 † 1375), duc d'Orléans, quatrième fils de Philippe VI de Valois D'azur semé de fleurs de lys d'or au lambel componé de gueules et d'argent, alias de France au lambel componé de gueules et d'argent,. |
| Enfants de Jean II le Bon | |
| Blason de Charles V de France dauphin de Viennois et duc de Normandie 1349-1364                                                          | Charles de France (1338 † 1380), duc de Normandie de 1355 à 1364, fils aîné de Jean II le Bon, roi de France. écartelé au 1 et 4 d'azur semé de fleurs de lys d'or à la bordure de gueules (qui est de Valois) et au 2 et 3 d'or à un dauphin d'azur, crêté, barbé, loré, peautré et oreillé de gueules (qui est de Viennois). |
| Blason du comté de Valois | Louis Ier (1339 † 1384), duc d'Anjou, second fils de Jean II le Bon, roi de France. Il reprend les armes de son père Jean II avant 1350. D'azur semé de fleurs de lys d'or à la bordure de gueules,. - Auteur de la branche de Valois-Anjou |
| Ancien blason du duché de Berry | Jean (1340 † 1416), duc de Berry, troisième fils de Jean II le Bon, roi de France. D'azur semé de fleurs de lys d'or, à la bordure engrelée de gueules. |
| Blason du comté de Touraine · Blason de la région Bourgogne, et des ducs de Bourgogne (à partir de 1364)                                 | Philippe II le Hardi (1342 † 1404), comte de Touraine puis duc de Bourgogne, quatrième fils de Jean II le Bon, roi de France. D'azur semé de fleurs de lys d'or, à la bordure componée de gueules et d'argent. Écartelé des précédentes et de Bourgogne. - Auteur de la branche de Valois-Bourgogne |
| Blason de Jeanne de France, reine de Navarre.                                                                                            | Jeanne de France (1343 † 1373), première fille de Jean II le Bon, roi de France, mariée en 1357 à Charles II le Mauvais (1332 † 1387), roi de Navarre Parti, en 1 de gueules aux chaînes d'or posées en orle, en croix et en sautoir, chargées en cœur d'une émeraude au nature et en 2 coupé d'azur semé de fleurs de lys d'or à la bande componée d'argent et de gueules et d'azur semé de fleurs de lys d'or. |
| Enfants de Charles V le Sage | |
| Blason du duché d'Orléans | Louis (1372 † 1407), duc d'Orléans, second fils de Charles V. D'azur à trois fleurs de lys d'or au lambel d'argent - Auteur de la branche de Valois-Orléans. |
| Enfants de Charles VI le Fol | |
| | Isabelle de France (1389 † 1409), fille aînée de Charles VI, épouse en 1396 Richard II (1367 † 1400), roi d'Angleterre, puis en 1406 Charles Ier d'Orléans (1394 † 1465) Tiercé en pal, au I d'azur, à la croix fleuronnée d'or, accompagnée de cinq merlettes du même, au II écartelé, aux 1 et 4 d'azur semé de lys d'or, aux 2 et 3, de gueules à trois léopards d'or armés et lampassés d'azur et au III, d'azur semé de lys d'or ,. |
| | Jean (1398 † 1417), duc de Touraine, puis dauphin de Viennois. Quatrième fils de Charles VI. D'azur à trois fleurs de lys d'or à la bordure engrelée et componée de gueules et d'Argent |
| | Catherine de France (1401 † 1437), cinquième fille de Charles VI, épouse en 1420 Henri V (1386 † 1422), roi d'Angleterre. Parti, au I écartelé, aux 1 et 4 d'azur à trois fleurs de lys d'or, aux 2 et 3 de gueules à trois léopards d'or armés et lampassés d'azur, au II d'azur à trois fleurs de lys d'or ,. |
| Enfants de Charles VII de France | |
| | Yolande de France (1434-1478), duchesse de Savoie par son mariage avec Amédée IX de Savoie, troisième fille de Charles VII. Mi-parti de gueules à la croix d'argent et d'azur à trois fleurs de lys d'or |
| Blason de Jeanne de France | Jeanne (1435 † 1482), duchesse de Bourbon et d'Auvergne, et comtesse de Forez par son mariage avec Jean II de Bourbon, quatrième fille de Charles VII Mi-parti d'azur à trois fleurs de lys d'or à la bande de gueules et d'azur à trois fleurs de lys d'or |
| Blason de Charles de France, duc du Berry · Blason de Charles de France, duc de Normandie · Blason de Charles de France, duc d'Aquitaine | Charles de France (1446 † 1472), duc de Berry, puis duc de Normandie, puis duc de Guyenne, dernier fils de Charles VII, roi de France En 1461 : D'azur, à trois fleurs de lys d'or, à la bordure engrelée de gueules (Berry).. En 1465 : Écartelé : 1 et 4, d'azur, à trois fleurs de lys d'or, à la bordure engrelée de gueules (Berry); 2 et 3, de gueules, à deux léopards d'or (Normandie).. Après 1469 : Écartelé : 1 et 4, d'azur, à trois fleurs de lys d'or, à la bordure engrelée de gueules (Berry); 2 et 3, de gueules, au léopard d'or (Guyenne). |
| Enfants de Louis XI de France | |
| Blason d'Anne de Beaujeu | Anne (1461 † 1522), dame de Beaujeu puis duchesse de Bourbon et d'Auvergne et comtesse de Forez par son mariage avec Pierre II de Bourbon; régente de France, fille de Louis XI, roi de France Mi-parti d'azur à trois fleurs de lys d'or à la bande de gueules et d'azur à trois fleurs de lys d'or. |
| Blason de Jeanne de France, reine de France                                                                                              | Sainte Jeanne de France (1464 † 1505), fille de Louis XI, roi de France, mariée en 1476 à Louis XII (1462 † 1515) Mi-parti de France et de France. |

### Branche de Valois-Orléans (1392-1515)
| Figure | Nom du prince et blasonnement |
| --- | --- |
| Blason du duché d'Orléans | Louis (1372 † 1407), duc d'Orléans, frère de Charles VI D'azur à trois fleurs de lys d'or au lambel d'argent, |
| Enfants de Louis d'Orléans | |
| Blason du duché d'Orléans · Blason de Charles II d’Angoulême                                                                                    | Charles (1394 † 1465), duc d'Orléans, fils ainé de Louis d'Orléans D'azur à trois fleurs de lys d'or au lambel d'argent, portées ensuite par : Porte également : Écartelé aux I et IV d'azur à trois fleurs de lys d'or au lambel d'argent, aux II et III d'argent à la guivre d'azur couronnée d'or issante de carnation[réf. nécessaire]. Portées ensuite par : - Louis II (1462 † 1515), duc d'Orléans, avant de devenir roi de France (Louis XII) en 1498, fils de Charles d'Orléans |
| Blason de Philippe d'Orléans | Philippe d'Orléans (1396 † 1420), comte de Vertus, second fils de Louis d'Orléans D'azur à trois fleurs de lys d'or au lambel d'argent à trois pendants, le pendant central chargé d'une lune de gueules. |
| Blason des comtes d'Angoulême de la famille de Valois-Orléans                                                                                   | Jean d'Orléans (1400 † 1467), comte d'Angoulême, troisième fils de Louis d'Orléans. D'azur à trois fleurs de lys d'or au lambel d'argent à trois pendants, chaque pendant chargé d'une lune de gueules, - Auteur de la branche de Valois-Angoulême |
| Ancien blason des comtes de Longueville | Jean d'Orléans (1403 † 1468), comte de Dunois, fils illégitime de Louis d'Orléans D'azur à trois fleurs de lys d'or brisé en chef d'un lambel d'argent et d'une barre d'argent brochant sur le tout, - Auteur de la maison d'Orléans-Longueville |
| Enfants de Louis II d'Orléans | |
| Blason de Claude de France, duchesse de Bretagne · Blason de Claude de France, duchesse de Valois · Blason de Claude de France, reine de France | Claude de France (1499 † 1524), fille de Louis XII de France et d'Anne de Bretagne, duchesse de Bretagne, puis, en 1514, reine de France Avant 1514 : Écartelé d'azur à trois fleurs de lys d'or et d'hermine. De 1514 à 1515 : Parti d'azur à trois fleurs de lys d'or au lambel d'argent et écartelé d'azur à trois fleurs de lys d'or et d'hermine[réf. nécessaire]. Après 1515 : Parti d'azur à trois fleurs de lys d'or et écartelé d'azur à trois fleurs de lys d'or et d'hermine. |

#### Branche de Valois-Angoulême (1407-1615)
| Figure                                                                                            | Nom du prince et blasonnement |
| ------------------------------------------------------------------------------------------------- | --- |
| Blason des comtes d'Angoulême de la famille de Valois-Orléans                                     | Jean d'Orléans (1400 † 1467), comte d'Angoulême, troisième fils de Louis d'Orléans. Auteur de la branche de Valois-Angoulême D'azur à trois fleurs de lys d'or au lambel d'argent à trois pendants, chaque pendant chargé d'une lune de gueules, |
| Enfants de Jean d'Angoulême                                                                       | |
| Blason des comtes d'Angoulême de la famille de Valois-Orléans · Blason de Charles Ier d’Angoulême | Charles (1459 † 1496), comte d'Angoulême, fils de Jean d'Orléans, comte d'Angoulême. D'azur à trois fleurs de lys d'or au lambel d'argent à trois pendants, chaque pendant chargé d'une lune de gueules, Porte également : Écartelé aux I et IV d'azur à trois fleurs de lys d'or au lambel d'argent chargé de trois croissants de gueules, aux II et III d'argent à la guivre d'azur couronnée d'or issante de carnation. |
| Enfants de Charles d'Orléans                                                                      | |
| Blason de Marguerite de Valois-Angoulême, reine de Navarre.                                       | Marguerite de Valois-Angoulême (1492 † 1549), épouse de Charles IV d'Alençon puis de Henri II, roi de Navarre. Parti en I, de gueules aux chaînes d'or posées en orle, en croix et en sautoir, chargées en cœur d'une émeraude au nature; en 2, contre-écartelé en 1 et 4 d'azur aux trois fleurs de lys d'or et en 2 et 3 de gueules; en 3, d'or aux quatre pals de gueules; en 4, contre-écartelé en 1 et 4 d'or aux trois pals de gueules, en 2 et 3 d'or aux deux vaches de gueules, accornées, colletées et clarinées d'azur, passant l'une sur l'autre; en 5, d'azur semé de fleurs de lys d'or à la bande componée d'argent et de gueules ;et en 6, contre-écartelé en sautoir d'or aux quatre pals de gueules et de gueules au château d'or ouvert et ajouré d'azur et d'argent au lion de gueules armé, lampassé et couronné d'or; sur-le-tout d'or aux deux lions léopardés de gueules, armés et lampassés d'azur, passant l'un sur l'autre et en II, d'azur à trois fleurs de lys d'or. |
| Enfants de François Ier de France                                                                 | |
| Blason de François de France                                                                      | François (1518 † 1536), dauphin, duc de Bretagne, fils aîné de François Ier Écartelé aux 1 et 4, contre-écartelé aux 1 et 4 d'azur à trois fleurs de lys d'or et aux 2 et 3 d'or au dauphin d'azur, crêté, barbé, loré, peautré et oreillé de gueules ; aux 2 et 3, contre-écartelé aux 1 et 4 d'azur à trois fleurs de lys d'or et aux 2 et 3 d'hermine, porté ensuite par : |
| Blason de Charles II d’Angoulême · Blason de François de France                                   | Henri (1519 † 1559), Duc d'Orléans puis dauphin du Viennois et duc de Bretagne. Second fils de François Ier de France. Roi de France sous le nom d'Henri II. Avant 1536 : Écartelé aux I et IV d'azur à trois fleurs de lys d'or au lambel d'argent, aux II et III d'argent à la guivre d'azur couronnée d'or issante de carnation[réf. nécessaire]. Après 1536: Écartelé aux 1 et 4, contre-écartelé aux 1 et 4 d'azur à trois fleurs de lys d'or et aux 2 et 3 d'or au dauphin d'azur, crêté, barbé, loré, peautré et oreillé de gueules ; aux 2 et 3, contre-écartelé aux 1 et 4 d'azur à trois fleurs de lys d'or et aux 2 et 3 d'hermine |
| Blason de Charles Ier d’Angoulême · Blason de Charles II d’Angoulême                              | Charles II d'Orléans (1522 † 1545), comte d'Angoulême puis duc d'Orléans, fils de François Ier de France. Avant 1536 : Écartelé aux I et IV d'azur à trois fleurs de lys d'or au lambel d'argent chargé de trois croissants de gueules, aux II et III d'argent à la guivre d'azur couronnée d'or issante de carnation. Après 1536 : Écartelé aux I et IV d'azur à trois fleurs de lys d'or au lambel d'argent, aux II et III d'argent à la guivre d'azur couronnée d'or hissante de carnation[réf. nécessaire]. |
| Enfants d'Henri II de France                                                                      | |
| Blason de Diane de France                                                                         | Diane de France (1538 † 1619), fille illégitime d'Henri II roi de France et de Filippa Duci d'azur à trois fleurs de lys d'or briées d'un bâton d'or en barre. |
| Blason du roi d'Écosse 1559-1567                                                                  | François (1544 † 1560), dauphin, roi d'Écosse, avant de devenir roi de France (François II), fils d'Henri II Écartelé aux 1 et 4, contre-écartelé aux 1 et 4 d'azur à trois fleurs de lys d'or et aux 2 et 3 d'or au dauphin d'azur, crêté, barbé, loré, peautré et oreillé de gueules ; aux 2 et 3, d'or au lion de gueules enclos dans un double trescheur fleur-de-lysé et contre-fleur-de-lysé du même. |
| Armoiries de Élisabeth de France, reine de l'Espagne                                              | Élisabeth de France (1545 † 1568), reine d’Espagne, fille de Henri II, mariée en 1559 à Philippe II d'Espagne (1527 † 1598) Parti en I, écartelé en 1 et 4, de gueules au château d'or ouvert et ajouré d'azur, et en 2 et 3 d'argent au lion de gueules armé, lampassé et couronné d'or, enté en pointe du sur-le-tout d'argent à une pomme grenade de gueules, tigée et feuilleté de sinople et en II, d'azur aux trois fleurs de lys d'or.[réf. nécessaire] |
| Blason de Henri, duc d'Anjou · Blason de Henri Ier de Pologne                                     | Alexandre-Édouard (1551 † 1589), comte d'Angoulême, puis duc d'Orléans, duc d'Anjou et de Bourbonnais, comte de Forez et pair de France, élu roi de Pologne et grand duc de Lituanie en 1573 sous le nom d'Henryk Walezy, avant de devenir en 1575 roi de France (Henri III), fils de Henri II, roi de France avant 1573 : d'azur à trois fleurs de lys d'or chargé d'un lambel à trois pendants de gueules. de 1573 à 1575 : Écartelé au I et IV de gueules, à l'aigle d'argent, becquée, lampassée, membrée, liée et couronnée d'or, au II et III de gueules à un chevalier d’argent, portant un écu d’azur à une croix patriarchale d’or, sur le tout d'azur à trois fleurs de lys d'or. après 1575 : d'azur aux trois fleurs de lys d'or. |
| Blason de Marguerite de France, reine de France et de Navarre.                                    | Marguerite de France (1553 † 1615), mariée le 18 août 1572 à Henri IV de Bourbon (1553 † 1610). De France moderne, qui est d'azur aux trois fleurs de lys d'or. |

#### Branche d'Orléans-Longueville (1403-1707)
| Figure                                  | Nom du prince et blasonnement |
| --------------------------------------- | --- |
| Armoiries de Jean de Dunois             | Jean d'Orléans (1403 † 1468), comte de Dunois, fils illégitime de Louis d'Orléans D'azur à trois fleurs de lys d'or brisé en chef d'un lambel d'argent et d'une barre d'argent brochant sur le tout |
| Ancien blason des comtes de Longueville | François Ier d'Orléans-Longueville (1447 † 1491), comte de Dunois, de Tancarville et de Longueville. Fils du précédent. D'azur à trois fleurs de lys d'or brisé en chef d'un lambel d'argent et d'une bande d'argent brochant sur le tout Portées ensuite par ses successeurs, ducs de Longueville jusqu'au milieu du XVIe siècle.                                                |
| Blason des comtes de Longueville        | Ducs de Longueville, à partir des années 1550. D'azur à trois fleurs de lys d'or brisé en chef d'un lambel d'argent et d'un bâton d'argent, péri en bande |
| Blason des comtes de Longueville        | François III d'Orléans-Longueville (1570 † 1631), comte de Saint-Pol, puis duc de Fronsac. Ecartelé : I et IV, d'azur au trois fleurs de lys d'or brisé d'un lambel à trois pendants d'argent et en cœur d'un bâton de même, péri en bande (d'Orléans-Longueville moderne) ; II et III, d'azur à trois fleurs de lys d'or au bâton de gueules péri en bande (de Bourbon moderne). |

### Branche de Valois-Anjou (1351-1481)
| Figure | Nom du prince et blasonnement |
| --- | --- |
| Blason du comté de Valois · Blason des ducs d'Anjou de la maison de Valois | Louis Ier (1339 † 1384), duc d'Anjou et comte de Provence avant 1382 : D'azur semé de lys d'or, à la bordure de gueules. après 1382 : parti d'argent à la croix potencée d'or, cantonnée de quatre croisettes du même et mi-parti d'azur semé de lys d'or et au lambel de gueules et d'azur semé de lys d'or et à la bourdure de gueules, portées ensuite par : - Louis II (1377 † 1417), duc d'Anjou et comte de Provence, fils de Louis Ier - Louis III (1403 † 1434), duc d'Anjou et comte de Provence, fils ainé de Louis II |
| Enfants de Louis II d'Anjou | |
| Armoiries de Marie d'Anjou, reine de France | Marie d'Anjou (1404 † 1463), fille aînée de Louis II d'Anjou, mariée en 1422 à Charles VII (1403 † 1461) Mi-parti, en 1 de France moderne, qui est d'azur aux trois fleurs de lys d'or et en 2 contre parti d'argent à la croix potencée d'or, cantonnée de quatre croisettes du même et mi-parti d'azur semé de lys d'or et au lambel de gueules et d'azur semé de lys d'or et à la bourdure de gueules. |
| Blason de René Ier d'Anjou, duc de Bar, de Lorraine, d'Anjou, roi de Naples, en 1420 · Blason de René Ier d'Anjou, duc de Bar, de Lorraine, d'Anjou, roi de Naples, en 1435 · Blason de la Lorraine en 1430 · Blason de René Ier d'Anjou, duc de Bar, de Lorraine, d'Anjou, roi de Naples, en 1453 · Blason de René Ier d'Anjou, duc de Bar, de Lorraine, d'Anjou, roi de Naples, en 1470 | René Ier (1409 † 1480), duc de Lorraine, de Bar et d'Anjou, roi de Naples et comte de Provence, deuxième fils de Louis II En 1420 : écartelé en 1 et 4 d'azur semé de fleurs de lys d'or et à la bordure de gueules, en 2 et 3 d'azur semé de croisettes d'or et aux deux bar d'or. Sur le tout d'or à la bande de gueules chargé de trois alérions d'argent. En 1435 : coupé et tiercé en pal, en 1 fascé de gueules et d'argent, en 2 d'azur semé de lys d'or et au lambel de gueules, en 3 d'argent à la croix potencée d'or, cantonnée de quatre croisettes du même, en 4 d'azur semé de lys d'or et à la bourdure de gueules, en 5 d'azur semé de croisettes d'or et aux deux bar d'or et en 6 d'or à la bande de gueules chargé de trois alérions d'argent. En 1443 : coupé et tiercé en pal, en 1 fascé de gueules et d'argent, en 2 d'azur semé de lys d'or et au lambel de gueules, en 3 d'argent à la croix potencée d'or, cantonnée de quatre croisettes du même, en 4 d'azur semé de lys d'or et à la bourdure de gueules, en 5 d'azur semé de croisettes d'or et aux deux bar d'or et en 6 d'or à la bande de gueules chargé de trois alérions d'argent. Sur le tout d'or aux quatre pals de gueules, portées ensuite par : - Jean II (1425 † 1470), duc de Lorraine et de Calabre, fils de René Ier - Nicolas (1448 † 1473), duc de Lorraine, fils de Jean II En 1453 : coupé le chef tiercé en pal, en 1 fascé de gueules et d'argent, en 2 d'azur semé de lys d'or et au lambel de gueules, en 3 d'argent à la croix potencée d'or, cantonnée de quatre croisettes du même et la pointe parti d'azur semé de lys d'or et à la bourdure de gueules, et d'azur semé de croisettes d'or et aux deux bar d'or. Sur le tout d'or aux quatre pals de gueules. En 1470 : écartelé en sautoir, en 1 d'azur semé de lys d'or et au lambel de gueules, en 2, fascé de gueules et d'argent, en 3 d'argent à la croix potencée d'or, cantonnée de quatre croisettes du même, en 4 d'azur semé de croisettes d'or et aux deux bar d'or. Sur le tout d'azur à trois fleurs de lys d'or et à la bourdure de gueules. |
| Blason du Maine | Charles IV (1414 † 1472), comte du Maine, troisième fils de Louis II d'Anjou D'azur semé de lys d'or et à la bourdure de gueules, chargée au franc-quartier d'un lion d'argent. |
| Enfants de René d'Anjou | |
| | Yolande d'Anjou (1428 † 1483), fille aînée de René d'Anjou, duchesse de Lorraine et de Bar, épouse Ferry II de Vaudémont en 1445. Parti, au I parti, d'or à la bande de gueules chargé de trois alérions d'argent, au II parti de deux, coupé de un, au 1 fascé de gueules et d'argent, au 2 d'azur semé de lys d'or, au lambel de gueules, au 3 d'argent à la croix potencée d'or, cantonnée de quatre croisettes du même, au 4 d'azur semé de lys d'or, à la bordure de gueules, au 5 d'azur semé de croisettes d'or aux deux bars du même et au 6 d'or à la bande de gueules chargé de trois alérions d'argent. |
| Blason de Marguerite d'Anjou, reine d'Angleterre. | Marguerite d'Anjou (1430 † 1482), fille cadette de René d'Anjou, épouse Henri VI d'Angleterre en 1445. Parti, au I parti, au 1 d'azur à trois fleurs de lys d'or, au 2 écartelé, aux a et b d'azur à trois fleurs de lys d'or, aux 2 et 3 de gueules à trois léopards d'or armés et lampassés d'azur, au II parti de deux, coupé de un, au 1 fascé de gueules et d'argent, au 2 d'azur semé de lys d'or, au lambel de gueules, au 3 d'argent à la croix potencée d'or, cantonnée de quatre croisettes du même, au 4 d'azur semé de lys d'or, à la bordure de gueules, au 5 d'azur semé de croisettes d'or aux deux bars du même et au 6 d'or à la bande de gueules chargé de trois alérions d'argent ,. |
| Enfants de Charles IV du Maine | |
| Blason de Charles V d'Anjou, duc d'Anjou, comte du Maine et de Provence | Charles V d'Anjou (1436 † 1481), duc d'Anjou, comte du Maine et de Provence, fils de Charles IV écartelé en I et IV tiercé en pal en 1 fascé de gueules et d'argent, en 2 d'azur semé de lys d'or et au lambel de gueules, en 3 d'argent à la croix potencée d'or et en II et III d'azur semé de lys d'or et à la bordure de gueules ; sur le tout d'or aux quatre pals de gueules. |
| Blason de Louis d'Anjou-Mézières | Louis d'Anjou († 1489), baron de Mézières, fils illégitime de Charles IV du Maine D'azur semé de lys d'or, à la barre d'argent et à la bourdure de gueules, chargée au franc-quartier d'un lion d'argent. |

### Branche de Valois-Bourgogne (1363-1482)
| Figure                                                                                                   | Nom du prince et blasonnement |
| --- | --- |
| Blason du comté de Touraine · Blason de la région Bourgogne, et des ducs de Bourgogne (à partir de 1364) | Philippe II le Hardi (1342 † 1404), comte de Touraine, puis duc de Bourgogne (en 1364), fils de Jean II, roi de France avant 1364 : D'azur semé de fleurs de lys d'or à la bordure componée d'argent et de gueules. après 1364 : Écartelé en 1 et 4 d'azur semé de fleurs de lys d'or à la bordure componée d'argent et de gueules et en 2 et 3 bandé d'or et d'azur de six pièces, à la bordure de gueules |
| Enfants de Philippe le Hardi                                                                             | |
| Blason de Jean sans Peur                                                                                 | Jean sans Peur (1371 † 1419), duc de Bourgogne, comte de Nevers, de Flandre…, écartelé en 1 et 4 d'azur semé de fleurs de lys d'or à la bordure componée d'argent et de gueules et en 2 et 3 bandé d'or et d'azur de six pièces, à la bordure de gueules, sur le tout d'or au lion de sable armé et lampassé de gueules. |
| Blason de Marguerite de Bourgogne                                                                        | Marguerite de Bourgogne (1374 † 1441), seconde épouse de Guillaume IV de Bavière, mariage à Cambrai le 12 avril 1385, il était comte de Hainaut, de Hollande et de Zélande écartelé, en 1, fuselé en bande d'azur et d'argent (de Wittelsbach), en 2, semé de fleurs de lys d'or à la bordure componée d'argent et de gueules, en 3 contre-écartelé en 1 et 4 d'or, au lion de sable, armé et lampassé de gueules et en 2 et 3 d'or, au lion de gueules, armé et lampassé d'azur, en 4 bandé d'or et d'azur de six pièces.. |
| Blason des ducs de Brabant de la maison de Valois-Bourgogne                                              | Antoine (1384 † 1415), duc de Brabant écartelé en 1 et 4 d'azur à trois fleurs de lys d'or et à la bordure componée d'argent et de gueules, en 2 de sable au lion d'or, armé et lampassé de gueules et au 3 d'argent au lion de gueules armé et lampassé d'or. - auteur de la branche de Branche de Bourgogne-Saint-Pol |
| Blason des comtes de Nevers et de Rethel de la maison de Valois-Bourgogne                                | Philippe (1389 † 1415), comte de Nevers et de Rethel écartelé en 1 et 4 d'azur semé de lys d'or et à la bordure componée d'argent et de gueules, en 2 et 3 d'or au lion de sable armé, couronné et lampassé de gueules, portées ensuite par : - auteur de la branche de Branche de Bourgogne-Nevers |
| Enfants de Jean Sans Peur                                                                                | |
| Blason de Jean sans Peur · Blason de Philippe le Bon                                                     | Philippe le Bon (1396 † 1467), duc de Bourgogne, de Lothier, de Brabant, comte de Flandre, de Hainaut et de Hollande… De 1419 à 1430 : comme son père À partir de 1430 : écartelé en 1 et 4 d'azur semé de fleurs de lys d'or à la bordure componée d'argent et de gueules et en 2 parti de bandé d'or et d'azur de six pièces, à la bordure de gueules et de sable au lion d'or, armé et lampassé de gueules et en 3 parti de bandé d'or et d'azur de six pièces, à la bordure de gueules et d'argent au lion de gueules armé et lampassé d'or. Sur le tout d'or au lion de sable armé et lampassé de gueules. |
| Blason de Marie de Clèves-Bourgogne, fille de Jean sans Peur                                             | Marie de Bourgogne (1394 † 1463), duchesse de Clèves et comtesse de La Marck, épouse d'Adolphe Ier de Clèves écartelé, en 1, coupé de gueules, à l'écusson d'argent, aux rais d'escarboucle d'or, brochantes sur le tout, en 2, coupé d'azur semé de fleurs de lys d'or à la bordure componée d'argent et de gueules, en 3 d'or, à la fasce échiquetée d'argent et de gueules de trois tires, en 4 d'azur de six pièces, à la bordure de gueules et à un demi Flandre brochant sur le tout mouvant du parti. |
| Blason d'Agnès de Bourgogne, fille de Jean sans Peur                                                     | Agnès de Bourgogne (1407 † 1476), duchesse de Bourbon et d'Auvergne et comtesse de Forez, par son mariage avec Charles Ier de Bourbon. Parti, au 1, d'azur à trois fleurs de lis d'or et à la bande de gueules (Bourbon) et au 2, coupé en 1 d'azur semé de fleurs de lys d'or à la bordure componée d'argent et de gueules, et en 2, bandé de six pièces d'or et d'azur, à la bordure de gueules, à un demi Flandre brochant sur le tout mouvant du parti. |
| Enfants de Philippe le Bon                                                                               | |
| | Charles (1433 † 1477), comte de Charolais Pleines armes de Bourgogne (celles de son père), brisées d'un lambel d'argent., À la mort de son père en 1467, devenant duc de Bourgogne, il supprime le lambel |
| Enfants de Charles le Téméraire                                                                          | |
| Blason de Marie de Bourgogne                                                                             | Marie de Bourgogne (1457 † 1482), duchess de Bourgogne et de Brabant, comtess de Flandre, de Hainaut et de Hollande…, Fille unique du duc de Bourgogne Charles le Téméraire deux grandes parties: le premier (gauche) pour Maximilien Ier de Habsbourg coupé du parti d'Autriche ancien et d'Autriche moderne, et du tiercé en pal de Styrie, de Carinthie et de Carniole, sur le tout de Tyrol. le deuxième (droit) écartelé en 1 et 4 d'azur semé de fleurs de lys d'or à la bordure componée d'argent et de gueules et en 2 parti de bandé d'or et d'azur de six pièces, à la bordure de gueules et de sable au lion d'or, armé et lampassé de gueules et en 3 parti de bandé d'or et d'azur de six pièces, à la bordure de gueules et d'argent au lion de gueules armé et lampassé d'or. Sur le tout d'or au lion de sable armé et lampassé de gueules. |

#### Branche de Bourgogne-Saint-Pol (1402-1430)
| Figure                                                      | Nom du prince et blasonnement |
| ----------------------------------------------------------- | --- |
| Blason des ducs de Brabant de la maison de Valois-Bourgogne | Antoine (1384 † 1415), duc de Lothier, de Brabant et de Limbourg écartelé en 1 et 4 d'azur à trois fleurs de lys d'or et à la bordure componée d'argent et de gueules, en 2 de sable au lion d'or, armé et lampassé de gueules et au 3 d'argent au lion de gueules armé et lampassé d'or - Jean IV (1403 † 1427) duc de Brabant, son fils aîné - Philippe (1404 † 1430) duc de Brabant, son fils cadet |
| Blason de Philippe de Saint-Pol                             | Philippe (1404 † 1430), comte de Ligny et de Saint-Pol, avant de devenir duc de Brabant, fils cadet d'Antoine écartelé en 1 et 4 d'azur à trois fleurs de lys d'or et à la bordure engrelée componée d'argent et de gueules, en 2 de sable au lion d'or, armé et lampassé de gueules et au 3 d'argent au lion de gueules armé et lampassé d'or.                                                        |

#### Branche de Bourgogne-Nevers (1404-1527)
| Figure | Nom du prince et blasonnement |
| --- | --- |
| Blason des comtes de Nevers et de Rethel de la maison de Valois-Bourgogne                                                         | Philippe (1389 † 1415), comte de Nevers et de Rethel, fils de Philippe II le Hardi écartelé en 1 et 4 d'azur semé de lys d'or et à la bordure componée d'argent et de gueules, en 2 et 3 d'or au lion de sable armé, couronné et lampassé de gueules, portées ensuite par : - Charles (1414 † 1464), comte de Nevers et de Rethel, son fils aîné. |
| Blason de fr:Blason de Jean de Bourgogne (1415-1491) · Blason de Jean de Bourgogne comte d'Étampes, de Nevers, de Rethel et de Eu | Jean (1415 † 1491), comte d'Étampes, de Nevers, de Rethel et d'Eu, fils cadet de Philippe, comte de Nevers et de Rethel écartelé en 1 et 4 d'azur semé de lys d'or et à la bordure componée d'argent et de gueules, en 2 et 3 d'azur semé de lys d'or au lambel de gueules chargés de trois châteaux d'or. Le même, comte de Nevers et de Rethel : écartelé en 1 d'azur à trois fleurs de lys d'or et à la bordure componée d'argent et de gueules, en 2 de gueules à trois rateaux d'or, en 3 d'azur semé de lys d'or au lambel de gueules chargés de trois châteaux d'or et en 4 de sable au lion d'or, armé et lampassé de gueules,. |

#### Descendance illégitime de Philippe III le Bon
| Figure                                                                                                | Nom du prince et blasonnement |
| --- | --- |
| | Philippe de Bourgogne (1464 † 7 avril 1524), dit Philippe de Bourgogne-Blaton, fils de Philippe III de Bourgogne, amiral des Pays-Bas (nl) (1498-1517), gouverneur de Gueldres et Courtrai, évêque d'Utrecht (1517-1524), chevalier de la Toison d'or D'or aux armes de Bourgogne (celles de Philippe III le Bon) ployées en chevron brochant. |
| Blason de Antoine bâtard de Bourgogne (1421-1504) · Blason de Antoine bâtard de Bourgogne (1421-1504) | Antoine de Bourgogne, dit le Grand Bâtard de Bourgogne (1421 † 1504), frère du précédent, comte de La Roche (Ardenne), de Grandpré, de Sainte-Menehould et de Guînes, seigneur de Crèvecœur, Beveren et Tournehem, chevalier de la Toison d'or, De Bourgogne (armes de Philippe III le Bon), brisé d'une cotice en barre d'argent., alias de gueules |
| Blason de Philippe de Bourgogne-Beveren                                                               | Philippe de Bourgogne ( † 4 juillet 1498 - Bruges), fils du précédent, seigneur de Beveren, comte de La Roche (Ardenne), seigneur de la Veere (de), amiral des Pays-Bas (nl), gouverneur d'Artois, chevalier de la Toison d'or, Écartelé : aux 1 et 4, de Bourgogne (armes de Philippe III le Bon), au 2 et 3, fascé d'or et d'azur de huit pièces, à trois annelets de gueules brochant sur les deux premières fasces (de « La Viefville »). |
| Blason de Adolphe de Bourgogne-Beveren                                                                | Adolphe de Bourgogne (1489 † 7 décembre 1540 - Beveren), fils du précédent, seigneur de Beveren, comte de La Roche, de Veere et de Flessingue (de), amiral des Pays-Bas (nl), chevalier de la Toison d'or, Écartelé : aux 1 et 4, de Bourgogne (armes de Philippe III le Bon), au 2 et 3, d'azur à trois fleurs de lys d'or à la bande de gueules chargée en chef d'un compon aussi d'or au dauphin du champ (de Bourbon-Montpensier) ; sur-le-tout de sable à la fasce d'argent (de Borselleen)., portées ensuite par : - son fils Maximilien II de Bourgogne-Beveren (1514 † 1558), marquis de Veere et de Flessingue (de), seigneur de Beures, de Tournehem et de la Fosse, de Wescaplo, le Poldre, de Zandick, de Békerke, de Brands-Wershamen, de Duncland, de Laggre-Badt, amiral des Pays-Bas (nl) (1540-1558), stadhouder de Hollande, Zélande et Utrecht (1547-1558), chevalier de la Toison d'or, |

### Branche de Valois-Alençon (1325-1525)
| Figure                                                            | Nom du prince et blasonnement |
| ----------------------------------------------------------------- | --- |
| Blason du comté d'Alençon                                         | Charles II (1297 † 1346), comte d'Alençon, fils de Charles de Valois D'azur semé de fleurs de lys d'or à la bordure de gueules chargée de besants d'argent, portées ensuite par : - Charles III (1337 † 1375), comte d'Alençon, fils de Charles II d'Alençon                                        |
| Blason de duché d'Alençon                                         | Pierre II (1340 † 1404), comte d'Alençon, fils de Charles II D'azur à trois fleurs de lys d'or à la bordure de gueules chargée de besants d'argent, portées ensuite par ses descendants, les comtes d'Alençon                                                                                       |
| Blason de Robert d'Alençon                                        | Robert (1344 † 1377), comte de Perche, fils de Charles II Mi-parti : au I d'azur, semé de fleurs de lys d'or, à la bordure de gueules, chargée de besants d'argent, à un château d'or, à la place du besant au franc-quartier ; au II de gueules, à deux léopards d'or.                             |
| Blason de Charles IV, duc d'Alençon, comte d'Armagnac et de Rodez | Charles IV (1489 † 1525), duc d'Alençon, comte d'Armagnac et de Rodez Écartelé, en 1 et 4 d'azur à trois fleurs de lys d'or à la bordure de gueules chargée de besants d'argent, et en 2 et 3 contre-écartelé, aux 1 et 4 d'argent au lion de gueules, aux 2 et 3 de gueules au lion léopardé d'or. |

## Maison d'Artois (1237-1472)
| Figure                                        | Nom du prince et blasonnement |
| --------------------------------------------- | --- |
|                                               | Robert Ier (1216 † 1250), comte d'Artois, troisième fils de Louis VIII le Lion et de Blanche de Castille D'azur semé de fleurs de lys d'or au lambel de gueules, chaque pendant chargé de trois châteaux d'or. Comme pour ses frères (Alphonse de Poitiers et Charles d'Anjou), les châteaux utilisés pour la brisure de ses armes vient des armoiries de sa mère, Blanche de Castille. Ces armes sont ensuite portées par ses descendants en lignées masculine : - Robert II (1250-1302), comte d'Artois ; - Philippe (1269-1298) ; - Robert III (1287-1342), comte de Beaumont ; - Jean (1321-1387), comte d'Eu ; - Robert IV (1356-1387), comte d'Eu ; - Philippe (1358-1397), comte d'Eu ; - Charles (1394-1472), comte d'Eu. |
|                                               | Blanche d'Artois (1248 † 1302), fille de Robert Ier et de Mathilde de Brabant, épouse de Henri Ier de Navarre. Celui des cupé : mi-parti, en 1 de gueules aux chaînes d'or posées en orle, en croix et en sautoir, chargées en cœur d'une émeraude au naturel, et en 2 d'azur à la bande d'argent côtoyée de deux doubles cotices potencées et contre-potencées d'or et celui semé de fleurs de lys d'or au lambel de gueules, chaque pendant chargé de trois châteaux d'or. |
| Blason de Charles d'Artois, comte de Pézenas. | Charles d'Artois (1328 † 1385), comte de Pézenas, fils de Robert III et de Jeanne de Valois. D'azur semé de fleurs de lys d'or au lambel de gueules, chaque pendant chargé de trois châteaux d'or, sur le tout de gueules à la croix d'or cantonnée de quatre besans d'or, chargé d'une croix de même, chaque besan accompagné de quatre croisettes d'or. |
| Armoiries de Charles d'Artois, comte d'Eu.    | Charles d'Artois (1394 † 1472), comte d'Eu, fils de Philippe d'Artois et de Marie de Berry. D'azur aux trois fleurs de lys d'or au lambel de gueules, chaque pendant chargé de trois châteaux d'or. |

## Maison d'Évreux-Navarre (1298-1441)
| Figure | Nom du prince et blasonnement |
| --- | --- |
| Blason de la ville de Mortain (Manche)                                                                    | Louis (1276 † 1319), comte d'Evreux, fils de Philippe III D'azur semé de fleurs de lys d'or à la bande componée d'argent et de gueules. |
| Blason des rois de Navarre de la maison capétienne d'Evreux                                               | Philippe III (1306 † 1343), comte d'Evreux et roi de Navarre, fils de Louis d'Evreux Écartelé en 1 et 4 d'azur semé de fleurs de lys d'or à la bande componée d'argent et de gueules, en 2 et 3 de gueules aux chaînes d'or posées en orle, en croix et en sautoir, chargées en cœur d'une émeraude au naturel,. |
| Blason du comté Evreux d'Étampes                                                                          | Charles d'Évreux (1306 † 1336), comte d'Étampes, fils de Louis d'Evreux D'azur semé de fleurs de lys d'or à la bande componée d'argent à la moucheture d'hermine et de gueules. |
| Blason de Jeanne d'Evreux, reine de France.                                                               | Jeanne d'Évreux (1310 † 1371), fille de Louis d'Évreux, mariée en 1324 à Charles IV le Bel (1294 † 1328) Parti, en 1 de France, qui est d'azur semé de fleurs de lys d'or et en 2 d'Évreux, qui est d'azur semé de fleurs de lys d'or à la bande componée d'argent et de gueules. |
| Armoiries de Blanche de Navarre, reine de France                                                          | Blanche de Navarre (1331 † 1398), fille de Philippe III d'Evreux, mariée en 1350 à Philippe VI de Valois (1293 † 1350) parti, en 1 de France, qui est d'azur aux trois fleurs de lys d'or et en 2 coupé de Navarre, qui est de gueules aux chaînes d'or posées en orle, en croix et en sautoir, chargées en cœur d'une émeraude au nature et d'Évreux qui est d'azur semé de fleurs de lys d'or à la bande componée d'argent et de gueules |
| Blason de Charles II de Navarre (1332-1387)                                                               | Charles II (1332 † 1387), comte d'Evreux et roi de Navarre, fils de Philippe III Écartelé en 1 et 4 de gueules aux chaînes d'or posées en orle, en croix et en sautoir, chargées en cœur d'une émeraude au naturel (Navarre), en 2 et 3 d'azur semé de fleurs de lys d'or à la bande componée d'argent et de gueules (Évreux),, également porté par : - son fils Charles III (1361 † 1425), comte d'Evreux et roi de Navarre |
| Blason de Louis d'Evreux, comte d'Étampes                                                                 | Louis d'Évreux (1336 † 1400), comte d'Étampes, fils de Charles d'Évreux, comte d'Étampes. D'azur semé de fleurs de lys d'or à la bande componée d'argent à la moucheture d'hermine et de gueules au château d'or. |
| Blason de Charles III de Navarre, prince de Viane                                                         | Charles de Navarre (1361 † 1425), avant de devenir roi de Navarre (Charles III) en 1387, fils de Charles II, roi de Navarre. écartelé en 1 et 4 de gueules aux chaînes d'or posées en orle, en croix et en sautoir, chargées en cœur d'une émeraude au naturel, en 2 et 3 d'azur semé de fleurs de lys d'or à la bande componée d'argent et de gueules, au lambel d'argent[réf. nécessaire]. |
| Blason de Pierre d'Evreux-Navarre, comte de Mortain · Blason de Pierre d'Evreux-Navarre, comte de Mortain | Pierre de Navarre (1366 † 1412), comte de Mortain, fils de Charles II, roi de Navarre. écartelé en 1 et 4 de gueules aux chaînes d'or posées en orle, en croix et en sautoir, chargées en cœur d'une émeraude au naturel (Navarre), en 2 et 3 d'azur semé de fleurs de lys d'or à la bande componée d'argent et de gueules, à la bordure engrélée d'argent[réf. nécessaire]. écartelé en 1 et 4 de gueules aux chaînes d'or posées en orle, en croix et en sautoir, chargées en cœur d'une émeraude au naturel, en 2 et 3 d'azur semé de fleurs de lys d'or à la bande componée d'argent et de gueules, à la bordure d'argent. |
| | Jeanne de Navarre (1370 † 1437), fille de Charles II, roi de Navarre, mariée en 1386 à Jean IV de Bretagne (1339 † 1399) puis en 1403 à Henri IV d'Angleterre (1367 † 1413). Parti, au I écartelé, aux 1 et 4 d'azur à trois lys d'or, aux 2 et 3 de gueules à trois léopards d'or armés et lampassés d'azur, au II écartelé, aux 1 et 4 de gueules aux à l'escarboucle fermée d'or, allumée de sinople et aux 2 et 3 d'azur semé de lys d'or, à la bande componée d'argent et de gueules ,. |
| | Maison Beaumont-Navarre (Depuis 1371), descendance illégitime de l'infant Louis de Navarre, comte de Beaumont. Écartelé en 1 et 4 de gueules aux chaînes d'or posées en orle, en croix et en sautoir, chargées en cœur d'une émeraude au naturel, en 2 et 3 losangé d'or et d'azur. |

## Maison de Bourbon (1283-)

### Branche aînée des ducs de Bourbon (1283-1521)
| Figure                                                                                        | Nom du prince et blasonnement |
| --------------------------------------------------------------------------------------------- | --- |
| Blason du comté de Clermont-en-Beauvaisis                                                     | Robert (1256 † 1317), comte de Clermont et sire de Bourbon, fils de Saint Louis, auteur de la maison de Bourbon D'azur semé de fleurs de lys d'or à la bande de gueules, portés ensuite par les ducs de Bourbon, jusque vers 1420 : - Louis Ier (1280 † 1342) - Pierre Ier (1311 † 1356) - Louis II (1336 † 1410) - Jean Ier (1381 † 1434)                                                                           |
| Enfants de Robert de Clermont                                                                 | |
| Blason du comté de Clermont-en-Beauvaisis                                                     | Louis Ier (1280 † 1342), comte de Clermont Du vivant de son père : d'azur semé de fleurs de lys d'or à la bande de gueules, brisées sur la bande d'une étoile d'argent. |
|                                                                                               | Jean (après 1285 † 1316), seigneur de Charolais D'azur semé de fleurs de lys d'or à la bande de gueules chargée de trois lionceaux d'argent[réf. nécessaire] (on trouve également des lions léopardés). |
| Enfants de Louis Ier de Bourbon                                                               | |
|                                                                                               | Jacques Ier (1319 † 1362), comte de la Marche. D'azur semé de fleurs de lys d'or à la bande de gueules chargée de trois lionceaux d'argent[réf. nécessaire] (on trouve également des lions léopardés). - Auteur de la maison de Bourbon-La Marche |
| Enfants de Pierre Ier de Bourbon                                                              | |
| Blason de Jeanne de Bourbon, reine de France · Blason de Jeanne de Bourbon, reine de France   | Jeanne de Bourbon (1338 † 1378), mariée en 1349 à Charles V le Sage (1337 † 1380) Parti, de France, qui est d'azur semé de fleurs de lys d'or et de Bourbon qui est d'azur semé de fleurs de lys d'or à la bande de gueules, puis, avec la simplification héraldique, parti, de France, qui est d'azur aux trois fleurs de lys d'or et de Bourbon qui est d'azur aux trois fleurs de lys d'or à la bande de gueules. |
| Blason de Blanche de Bourbon, reine de Castille.                                              | Blanche de Bourbon (1339 † 1361), mariée en 1353 à Pierre Ier de Castille (1334 † 1369). Deux écus accolés : celui des cupé : écartelé en 1 et 4, de gueules au château d'or ouvert et ajouré d'azur et en 2 et 3 d'argent au lion de pourpre armé, lampassé et couronné d'or et celui d'azur semés de lys d'or à la bande de gueules.                                                                               |
| Blason de Bonne de Bourbon, comtesse de Savoie.                                               | Bonne de Bourbon (1341 † 1402), mariée en 1355 à Amédée VI de Savoie (1334 † 1383). Parti, de Savoie, qui est de gueules à la croix d'argent et de Bourbon qui est d'azur semé de fleurs de lys d'or à la bande de gueules. |
|                                                                                               | Catherine de Bourbon (1342 † 1427), mariée en 1359 à Jean VI d'Harcourt (1342 † 1389). Parti, d'Harcourt, qui est de gueules à deux fasces d'or et de Bourbon qui est d'azur semé de fleurs de lys d'or à la bande de gueules. |
|                                                                                               | Marguerite de Bourbon (1344 † 1416), mariée en 1368 à Arnaud-Amanieu d'Albret (1338 † 1401). Parti, d'Albret, qui est de gueules et de Bourbon qui est d'azur semé de fleurs de lys d'or à la bande de gueules. |
| Enfants de Louis II de Bourbon                                                                | |
| Blason moderne du duché de Bourbon                                                            | Jean Ier (1381 † 1434), duc de Bourbon D'azur à trois fleurs de lys d'or à la bande de gueules, portés ensuite par les ducs de Bourbon, jusqu'en 1527 |
| Blason du duché Beaujolais de Bourbon                                                         | Louis (1398 † 1404), seigneur de Beaujolais D'azur à trois fleurs de lys d'or à la bande de gueules chargée de trois dauphins d'or. |
| Enfants de Jean Ier de Bourbon                                                                | |
| Blason de Louis Ier de Bourbon, comte de Montpensier · Blason du comté Bourbon de Montpensier | Louis Ier († 1486), comte de Montpensier, dauphin d'Auvergne Avant 1428 : D'azur à trois fleurs de lys d'or à la bande engrelée de gueules. Après 1428 : D'azur à trois fleurs de lys d'or à la bande de gueules chargée au franc quartier d'or au dauphin d'azur. - Auteur de la première maison de Bourbon-Montpensier                                                                                             |
| Enfants de Charles Ier de Bourbon                                                             | |
| Blsaon de Pierre II de Bourbon, comte de Beaujeu                                              | Pierre (1438 † 1503), comte de Beaujeu, fils de Charles Ier de Bourbon D'azur à trois fleurs de lys d'or à la bande de gueules chargée au franc quartier d'or au lion de sable eu au lambel de gueules. |
| Blason de Jacques de Bourbon (1445-1468)                                                      | Jacques (1445 † 1468), fils de Charles Ier, duc de Bourbon et d'Auvergne, et d'Agnès de Bourgogne (1407-1476) Écartelé de Bourbon et de Bourgogne. |

#### Première maison de Bourbon-Montpensier (1434-1561)
| Figure                                                                                        | Nom du prince et blasonnement |
| --------------------------------------------------------------------------------------------- | --- |
| Blason de Louis Ier de Bourbon, comte de Montpensier · Blason du comté Bourbon de Montpensier | Louis Ier († 1486), comte de Montpensier, dauphin d'Auvergne, fils de Jean Ier de Bourbon Avant 1428 : D'azur à trois fleurs de lys d'or à la bande engrelée de gueules. Après 1428 : D'azur à trois fleurs de lys d'or à la bande de gueules chargée au franc quartier d'or au dauphin d'azur. |
| Blason de Gilbert, comte de Montpensier et dauphin d'Auvergne                                 | Gilbert (1443 † 1496), comte de Montpensier, dauphin d'Auvergne, fils de Louis Ier écartelé en 1 et 4 d'azur à trois fleurs de lys d'or et à la bande de gueules et en 2 et 3 d'or au dauphin d'azur.                                                                                           |
| Blason moderne du duché de Bourbon                                                            | Charles III de Bourbon (1490 † 1527), comte de Montpensier puis aussi duc de Bourbon, fils de Gilbert À partir de 1503: D'azur à trois fleurs de lys d'or à la bande de gueules |

#### Maison de Bourbon-La Marche (1342-1438)
| Figure                              | Nom du prince et blasonnement |
| ----------------------------------- | --- |
|                                     | Jacques Ier (1319 † 1362), comte de la Marche, fils de Louis Ier de Bourbon D'azur semé de fleurs de lys d'or à la bande de gueules chargée de trois lionceaux d'argent[réf. nécessaire] (on trouve également des lions léopardés), portées ensuite par : - Pierre (1342 † 1361) comte de la Marche, son fils aîné - Jean Ier (1344 † 1393) comte de la Marche, son fils cadet |
| Enfants de Jacques Ier de la Marche | |
|                                     | Jacques (1346 † 1417), seigneur de Préaux Écartelé en 1 et 4 d'azur semé de fleurs de lys d'or à la bande de gueules chargée de trois lionceaux d'argent, en 2 et 3 de gueules à l'aigle d'or[réf. nécessaire]. - Auteur de la maison de Bourbon-Préaulx |
| Enfants de Jean Ier de la Marche    | |
|                                     | Jacques II (1370 † 1438), comte de la Marche et roi consort de Naples Écartelé en 1 et 4 tiercé en pal en 1 fascé de gueules et d'argent de huit pièces, en 2 d'azur semé de fleurs de lys d'or et au lambel de gueules et en 3 d'argent à la croix potencée d'or, et en 2 et 3 d'azur à trois fleurs de lys d'or à la bande de gueules.                                       |
|                                     | Louis Ier (1376 † 1446), comte de Vendôme écartelé en 1 et 4 d'azur semé de lys d'or, en 2 et 3 d'argent au chef de gueules, au lion d'azur, armé, lampassé et couronné d'or, brochant sur le tout et à la bande de gueules chargée de (trois) lions d'argent brochant sur le tout. - Auteur de la maison de Bourbon-Vendôme                                                   |

##### Maison de Bourbon-Préaux (1367-1442)
| Figure | Nom du prince et blasonnement |
| ------ | --- |
|        | Jacques (1346 † 1417), seigneur de Préaux, fils de Jacques Ier de la Marche Écartelé en 1 et 4 d'azur semé de fleurs de lys d'or à la bande de gueules chargée de trois lionceaux d'argent, en 2 et 3 de gueules à l'aigle d'or[réf. nécessaire]. |
|        | Pierre de Carency (1390 † 1422), seigneur de Préaux, fils de Jacques de Bourbon-Preaux D'azur semé de fleurs de lys d'or à la bande de gueules à la bordure de gueules[réf. nécessaire].                                                          |

##### Branche de Bourbon-Lavedan (1489-1744)
| Figure | Nom du prince et blasonnement |
| ------ | --- |
|        | Charles de Bourbon-Lavedan (1450 † 1502), bâtard de Bourbon, chevalier, baron de Chaudes-Aigues et de Malause, seigneur de La Chauffée, d'Estain, de Bouconville, conseiller, chambellan du Roi, sénéchal de Toulouse et du Bourbonnais, D'argent à la bande d'azur semé de fleur de lys d'or à la cotice de gueules. |
|        | Gaston de Bourbon († 1555), seigneur de Bazian, fils du précédent. De France moderne qui est d'azur aux trois fleurs de lys d'or, brisé d'une cotice de gueules, elle-même surbrisée d'une traverse d'argent brochant sur le tout. .                                                                                  |
|        | Henri de Bourbon († 1555), vicomte de Lavedan, baron de Malause et de Chaudes-Aigues, seigneur de Miremont et de Faybeton, et de Favars. D'azur aux trois fleurs de lys d'or, brisé d'un bâton péri en bande, le tout surbrisé d'une traverse d'or brochante sur le tout.                                             |

##### Maison de Bourbon-Vendôme (1393-1589)
| Figure                             | Nom du prince et blasonnement |
| ---------------------------------- | --- |
|                                    | Louis Ier (1376 † 1446), comte de Vendôme, fils de Jean Ier de la Marche écartelé en 1 et 4 d'azur semé de lys d'or, en 2 et 3 d'argent au chef de gueules, au lion d'azur, armé, lampassé et couronné d'or, brochant sur le tout et à la bande de gueules chargée de (trois) lions d'argent brochant sur le tout. |
| Enfants de Louis Ier de Vendôme    | |
|                                    | Jean VIII (1428 † 1477), comte de Vendôme, fils de Louis Ier D'azur à trois fleurs de lys d'or et à la bande de gueules chargée de trois lions rampants d'argent, portées ensuite par les comtes de Vendôme jusqu'en 1527, date à laquelle ils héritent des armes des ducs de Bourbon. |
| Enfants de Jean VIII de Vendôme    | |
|                                    | Louis (1473 † 1520), prince de La Roche-sur-Yon D'azur à trois fleurs de lys d'or et au baton de gueules chargé d'une lune d'argent au franc-quartier, portées ensuite par les ducs de Montpensier. - Auteur de la seconde maison de Bourbon-Montpensier |
| Enfants de François de Vendôme     | |
| Blason moderne du duché de Bourbon | Charles IV de Bourbon (1489-1537), comte puis duc de Vendôme À partir de 1527: D'azur à trois fleurs de lys d'or à la bande de gueules |
|                                    | François Ier (1491-1545), comte de Saint-Pol, duc d'Estouteville, fils de François de Vendôme et de Marie de Luxembourg écartelé en 1 et 4 d'azur à trois fleurs de lys d'or à la bande de gueules, en 2 et 3 d'argent au lion de gueules, la queue fourchée passée en sautoir, armé, lampassé et couronné d'or. - Auteur de la maison de Bourbon-Saint Pol |
| Blason moderne du duché de Bourbon | Louis de Bourbon-Vendôme (1493-1557), cardinal de Vendôme À partir de 1527: D'azur à trois fleurs de lys d'or à la bande de gueules |
| Enfants de Charles IV de Vendôme   | |
|                                    | Antoine de Bourbon (1518 † 1562), roi de Navarre, duc de Beaumont et de Vendôme écartelé, en 1 et 4 de gueules aux chaînes d'or posées en orle, en croix et en sautoir, chargées en cœur d'une émeraude au nature (Navarre), en 2 d'azur à trois fleurs de lys d'or à la bande de gueules, en 3 d'or aux deux vaches de gueules, accornées, colletées et clarinées d'azur, passant l'une sur l'autre (Béarn). |
|                                    | François (1519-1546), comte d'Enghien, fils de Charles de Vendôme et de Françoise d'Alençon écartelé en 1 et 4 d'azur à trois fleurs de lys d'or et à la bande de gueules, en 2 et 3 d'azur à trois fleurs de lys d'or à la bourdure de gueules chargée de huit besans d'argent, portées ensuite par : - Jean (1528-1557), comte de Soissons et d'Enghien, son frère |
| Blason moderne du duché de Bourbon | Charles (1523-1590), cardinal-archêveque de Rouen, proclamé roi de France par la Ligue en 1589 sous le nom de « Charles X » À partir de 1527: D'azur à trois fleurs de lys d'or à la bande de gueules À partir de 1589: D'azur à trois fleurs de lys d'or |
|                                    | Louis Ier (1530 † 1569), prince de Condé, fils de Charles IV, duc de Vendôme D'azur à trois fleurs de lys d'or et à la bande de gueules chargée au franc quartier d'un besant d'argent - Auteur de la maison de Bourbon-Condé |
| Enfants d'Antoine de Bourbon       | |
|                                    | Henri de Bourbon (1553 † 1610), duc de Beaumont et de Vendôme puis roi de Navarre écartelé, en 1 et 4 de gueules aux chaînes d'or posées en orle, en croix et en sautoir, chargées en cœur d'une émeraude au nature (Navarre), en 2 et 3 d'azur à trois fleurs de lys d'or à la bande de gueules. Grandes armes : parti de trois, coupé de un : en 1, de gueules aux chaînes d'or posées en orle, en croix et en sautoir, chargées en cœur d'une émeraude au nature (Navarre); en 2, d'azur à trois fleurs de lys d'or à la bande de gueules (Bourbon); en 3, écartelé d'azur à trois fleurs de lys d'or (France) et de gueules plain (Albret); en 4, d'or à quatre pals de gueules (Aragon); en 5, écartelé d'or à trois pals de gueules (Foix) et d'or à deux vaches de gueules cornées et colletées d'azur (Béarn); en 6, écartelé d'argent au lion de gueules (Armagnac) et de gueules au léopard lionné d'or (Rodez); en 7, d'azur à trois fleurs de lys d'or à la bande componnée d'argent et de gueules (Evreux); en 8, écartelé de gueules au château d'or ouvert d'azur (Castille) et d'argent au lion de pourpre, couronné, armé et lampassé d'or (Léon); sur-le-tout d'or à deux lions léopardés de gueules, armé et lampassé d'azur (Bigorre). - Devient roi de France en 1589, d'où : dynastie royale de Bourbon |

###### Seconde maison de Bourbon-Montpensier (1561-1627)
| Figure | Nom du prince et blasonnement |
| ------ | --- |
|        | Louis (1473 † 1520), prince de la Roche sur Yon, fils de Jean VIII de Vendôme D'azur à trois fleurs de lys d'or et au baton de gueules chargé d'une lune d'argent au franc-quartier, portées ensuite par les ducs de Montpensier.                                                             |
|        | Charles (1515 † 1565), prince de la Roche sur Yon, fils de Louis écartelén en 1 et 4 d'azur à trois fleurs de lys d'or et au baton de gueules péri en bande chargé d'une lune d'argent au franc-quartier et en 2 et 3 d'azur à trois fleurs de lys d'or et au bâton de gueules péri en bande. |

###### Maison de Bourbon-Saint Pol (1495-1601)
| Figure | Nom du prince et blasonnement |
| ------ | --- |
|        | François Ier (1491-1545), comte de Saint-Pol, duc d'Estouteville, fils de François de Vendôme et de Marie de Luxembourg écartelé en 1 et 4 d'azur à trois fleurs de lys d'or au bâton de gueules, péri en bande, en 2 et 3 d'argent au lion de gueules, la queue fourchée passée en sautoir, armé, lampassé et couronné d'or. |
|        | François II (1536-1546), duc d'Estouteville, fils de François Ier et d'Adrienne d'Estouteville écartelé en 1 et 4 d'azur à trois fleurs de lys d'or à la bande de gueules, en 2 et 3 burelé d'argent et de gueules au lion de sable, armé, lampassé et couronné d'or.                                                         |

###### Maison de Bourbon-Condé (1546-1830)
| Figure | Nom du prince et blasonnement |
| ------ | --- |
|        | Louis Ier (1530 † 1569), prince de Condé, fils de Charles IV, duc de Vendôme D'azur à trois fleurs de lys d'or et à la bande de gueules chargée au franc quartier d'un besant d'argent, portées ensuite par : Henri Ier (1552 † 1588), prince de Condé, fils de Louis Ier |
|        | Henri II (1588 † 1646), fils d'Henri Ier, prince de Condé, duc de Châteauroux et pair de France, duc de Montmorency et pair de France, duc d'Albret et pair de France, duc d'Enghien et de Bellegarde, premier Prince du sang de France, Premier Pair de France, Grand maître de France, Grand veneur de France et Grand louvetier de France, chevalier du Saint-Esprit D'azur à trois fleurs de lys d'or et au bâton de gueules, portées ensuite par les princes de Condé |
|        | ducs d'Enghien, fils aînés des princes de Bourbon-Condé D'azur aux trois fleurs de lys d'or, au bâton de gueules péri en bande et au lambel d'argent |
|        | François (1558 † 1614), prince de Conti, fils de Louis Ier de Condé écartelé en 1 et 4 d'azur à trois fleurs de lys d'or et au bâton de gueules, péri en bande, en 2 et 3 d'azur à trois fleurs de lys d'or à la bordure de gueules chargée de huit besants d'argent |
|        | Armand (1626 † 1666), prince de Conti, fils d'Henri II de Condé D'azur à trois fleurs de lys d'or et au bâton de gueules péri en bande et à la bordure de gueules, portées ensuite par les princes de Conti |

### Dynastie royale de Bourbon (1589-1830)
| Figure                                                  | Nom du prince et blasonnement |
| ------------------------------------------------------- | --- |
|                                                         | Henri IV « le Grand » (1553-1610), roi de France et de Navarre en 1589, fils d'Antoine de Bourbon-Vendôme parti d'azur à trois fleurs de lys d'or et de gueules aux chaînes d'or posées en orle, en croix et en sautoir, chargées en cœur d'une émeraude au naturel, portées ensuite par les rois de France jusqu'en 1830 : - Louis XIII « le Juste » (27 septembre 1601 – 14 mai 1643), règne du 14 mai 1610 au 14 mai 1643 ; - Louis XIV « le Grand » ou « le Roi-Soleil » (5 septembre 1638 – 1er septembre 1715), règne du 14 mai 1643 au 1er septembre 1715 ; - Louis XV « le Bien-Aimé » (15 février 1710 – 10 mai 1774), règne du 1er septembre 1715 au 10 mai 1774 ; - Louis XVI (23 août 1754 – 21 janvier 1793), règne du 10 mai 1774 au 10 août 1792 ; - Louis XVIII « le Désiré » (17 novembre 1755 – 16 septembre 1824), règne du 6 avril 1814 au 20 mars 1815 et du 8 juillet 1815 au 16 septembre 1824 ; - Charles X (9 octobre 1757 – 6 novembre 1836), règne du 16 septembre 1824 au 2 août 1830. Portent aussi les armes de France moderne d'azur à trois fleurs de lys d'or. |
| Enfants d'Henri IV                                      | |
|                                                         | César de Vendôme (1594 † 1665), bâtard légitimé d'Henri IV et de Gabrielle d'Estrées, D'azur à trois fleurs de lys d'or au bâton de gueules, péri en bande, chargé de trois lionceaux d'argent - auteur de la seconde maison (illégitime) de Bourbon-Vendôme |
|                                                         | Henri de Bourbon (1601 † 1682), duc de Verneuil, fils illégitime d'Henri IV et de Catherine Henriette de Balzac d'Entragues, D'azur à trois fleurs de lys d'or au bâton de gueules, péri en bande Également portées par son demi-frère Antoine de Bourbon (1607 † 1632), comte de Moret), fils illégitime d'Henri IV et de Jacqueline de Bueil. |
|                                                         | Élisabeth de France (1602 † 1644), reine d’Espagne, fille de Henri IV, mariée en 1615 à Philippe IV d'Espagne (1605 † 1665) parti en I, écartelé en 1 et 4, de gueules au château d'or ouvert et ajouré d'azur, et en 2 et 3 d'argent au lion de gueules armé, lampassé et couronné d'or, enté en pointe du sur-le-tout d'argent à une pomme grenade de gueules, tigée et feuilleté de sinople et en II, d'azur aux trois fleurs de lys d'or.[réf. nécessaire] |
|                                                         | Monsieur (1607 † 1611), duc d'Orléans, second fils d'Henri IV D'azur à trois fleurs de lys d'or à la bordure de gueules |
|                                                         | Gaston (1608 † 1660), duc d'Anjou puis d'Orléans, troisième fils d'Henri IV Jusqu'en 1626, duc d'Anjou : D'azur à trois fleurs de lys d'or à la bordure de gueules Après 1626, duc d'Orléans : D'azur à trois fleurs de lys d'or au lambel d'argent, portées ensuite par les ducs d'Orléans. |
| Blason d'Henriette-Marie de France, reine d'Angleterre. | Henriette-Marie de France (1609 † 1669), fille cadette d'Henri IV, mariée en 1625 à Charles Ier d'Angleterre (1600 † 1649). Parti : au 1 écartelé : en I et IV contre-écartelé : en 1 et 4 d'azur aux trois fleurs de lys d'or et en 2 et 3 de gueules aux trois léopards d'or, en II d'or, au lion de gueules, au double trescheur fleuronné et contre-fleuronné du même et en III d'azur, à la harpe d'or, cordée d'argent ; au 2 écartelé : parti d'azur à trois fleurs de lys d'or et de gueules aux chaînes d'or posées en orle, en croix et en sautoir, chargées en cœur d'une émeraude au naturel. |
| Enfants de Louis XIII                                   | |
|                                                         | Philippe (1640 † 1701), duc d'Anjou puis d'Orléans, second fils de Louis XIII Jusqu'en 1661, duc d'Anjou : D'azur à trois fleurs de lys d'or à la bordure de gueules Après 1661, duc d'Orléans : D'azur à trois fleurs de lys d'or au lambel d'argent, portées ensuite par les ducs d'Orléans. - Auteur de la maison de Bourbon-Orléans |
| Descendance de Louis XIV                                | |
|                                                         | Louis de France (1682-1712), duc de Bourgogne, puis dauphin de France (en 1711-1712), fils aîné du Grand Dauphin (unique fils légitime de Louis XIV) Avant 1711 : écartelé au 1 et 4 d'azur à trois fleurs de lys d'or (France) et au 2 et 3 bandé d'or et d'azur de six pièces, à la bordure de gueules Avant 1712 : écartelé au 1 et 4 de France et au 2 et 3 de Dauphiné (armes des dauphins de France) père de Louis XV. |
|                                                         | Philippe de France (1683-1746), duc d'Anjou, puis roi d'Espagne (en 1700, sous le nom de Philippe V), second fils du Grand Dauphin Avant 1700 : D'azur à trois fleurs de lys d'or à la bordure de gueules Après 1700 (petites armes) : écartelées, au 1 et 4 de gueules au château d'or ouvert d'azur (Castille), au 2 et 3 d'argent au lion de gueules, couronné, armé et lampassé d'or (Léon), enté en pointe d'argent à la grenade au naturel (Grenade), sur le tout d'azur à trois fleurs de lys d'or et à la bordure de gueules (Anjou). - auteur de la Maison de Bourbon-Espagne. |
|                                                         | Charles (1686 † 1714), duc de Berry, troisième fils du Grand Dauphin D'azur à trois fleurs de lys d'or à la bordure engrelée de gueules. |
|                                                         | Louis de France (1707-1712), duc de Bretagne, puis dauphin de France (1712), fils ainé du duc de Bourgogne Avant 1712 : écartelé au 1 et 4 d'azur à trois fleurs de lys d'or (France) et au 2 et 3 d'hermine (Bretagne) 1712 : écartelé au 1 et 4 de France et au 2 et 3 de Dauphiné (armes des dauphins de France). |
|                                                         | Louis-Auguste de Bourbon (1670-1736), duc du Maine, fils illégitime de Louis XIV : D'azur à trois fleurs de lys d'or et au bâton de gueules péri en barre, Également portées par son frère - Louis-Alexandre de Bourbon (1678-1737), comte de Toulouse, fils illégitime de Louis XIV et - Louis-Jean-Marie de Bourbon (1725 † 1793), comte de Penthièvre, fils du comte de Toulouse |
| Descendance de Louis XV                                 | |
|                                                         | Louis de France (1751-1761), duc de Bourgogne, fils aîné du dauphin Louis (unique fils légitime de Louis XV) écartelé au 1 et 4 d'azur à trois fleurs de lys d'or (France) et au 2 et 3 bandé d'or et d'azur de six pièces, à la bordure de gueules |
|                                                         | Louis-Auguste de France (1754-1793), duc de Berry puis dauphin de France, puis roi de France sous le nom de « Louis XVI » (1774-1792), troisième fils du dauphin Louis Avant 1765: écartelé au 1 et 4 d'azur à trois fleurs de lys d'or (France) et au 2 et 3 d'azur à trois fleurs de lys d'or et à la bordure engrêlée de gueules (Berry), à la bordure de gueules. Après 1765: écartelé au 1 et 4 de France et au 2 et 3 de Dauphiné (armes des dauphins de France). |
|                                                         | Louis Stanislas Xavier (1755-1824), comte de Provence, duc d'Anjou, comte du Maine, du Perche, de Senonches, duc d'Alençon, duc de Brunoy, puis roi de France sous le nom de « Louis XVIII » (1814-1824), quatrième fils du dauphin Louis D'azur à trois fleurs de lys d'or, à la bordure dentelée de gueules. Ou : « Écartelé : aux 1 et 4 d'aur à trois fleurs de lys d'or ; au 2 et 3 d'azur à une fleur de lys d'or, qui est Provence » — Michel Popoff, Armorial de l'Ordre du Saint-Esprit |
|                                                         | Charles Philippe (1757 † 1836), comte d'Artois puis roi de France sous le nom de « Charles X » (1824-1830), cinquième fils du dauphin Louis D'azur à trois fleurs de lys d'or et la bordure crénelée de gueules |
| Descendance de Louis XVI                                | |
|                                                         | Louis de France (1785-1795), duc de Normandie puis dauphin de France, puis roi titulaire de France sous le nom de « Louis XVII » (1793-1795), second fils de Louis XVI Avant 1789 : écartelé au 1 et 4 d'azur à trois fleurs de lys d'or (France) et au 2 et 3 de gueules à deux léopards d'or (Normandie) Après 1789 : écartelé au 1 et 4 de France et au 2 et 3 de Dauphiné (armes des dauphins de France) |
| Descendance de Charles X                                | |
|                                                         | Louis Antoine (1775 † 1844), duc d'Angoulême puis dauphin de France (1824), fils aîné de Charles X D'azur à trois fleurs de lys d'or et la bordure crénelée de gueules Également portées par : - Charles-Ferdinand (1778 † 1820), duc de Berry, second fils de Charles X - Henri (1820 † 1883), duc de Bordeaux, « comte de Chambord », fils unique du duc de Berry |
|                                                         | Charlotte Marie Augustine de Bourbon (1808-1886), fille illégitime du duc de Berry, comtesse d'Issoudun, princesse de Faucigny-Lucinge D'azur au pairle d'or alaisé, accompagné de trois fleurs de lys du même ; au chef engrelé d'or chargé de trois fleurs de lys d'azur. |
|                                                         | Louise Charlotte Marie de Bourbon (1809-1891), fille illégitime du duc de Berry, comtesse de Vierzon, baronne de Charette D'azur à la tour, en bande, crénelée de quatre pièces d'argent, maçonnée de sable ; au chef engrelé d'or, chargé de trois fleurs de lys d'azur. |

#### Maison de Bourbon-Espagne (1700-)
| Figure                            | Nom du prince et blasonnement |
| --------------------------------- | --- |
|                                   | Philippe (1683 † 1746), duc d'Anjou, puis roi d'Espagne (en 1700, sous le nom de Philippe V), fils du Grand dauphin, petit-fils de Louis XIV. Coupé : en chef parti en 1 écartelé en 1 et 4, de gueules au château d'or ouvert et ajouré d'azur (Castille) et en 2 et 3 d'argent au lion de gueules armé, lampassé et couronné d'or enté (León), en pointe d'argent à une pomme grenade de gueules, tigée et feuillée de sinople (Grenade); 2 parti en 1 d'or à quatre pals de gueules (Aragon) et en 2 écartelé en sautoir d'or aux quatre pals de gueules et d'argent à l'aigle de sable (Sicile); II, tigée et feuilleté de sinople et en pointe écartelé en 1 de gueules à la fasce d'argent (Autriche); 2, d'azur semé de fleurs de lys d'or à la bande componée d'argent et de gueules (Bourgogne moderne), en 3 bandé d'or et d'azur de six pièces, à la bordure de gueules (Bourgogne ancien) 4, de sable au lion d'or, armé et lampassé de gueules (Brabant); enté en pointe parti d'or au lion de sable armé (Flandre), couronné et lampassé de gueules et d'argent à l'aigle éployé de gueules, membré et becqué d'or (Tyrol); sur le tout d'azur à trois fleurs de lys d'or à la bordure de gueules (Anjou moderne). Grandes armes: coupé de deux : en I, parti de trois : en 1, d'or à quatre pals de gueules (Aragon), en 2, écartelé en sautoir d'or aux quatre pals de gueules et d'argent à l'aigle de sable (Sicile), en 3, de gueules à la fasce d'argent (Autriche) et en 4, d'azur semé de fleurs de lys d'or à la bordure componée d'argent et de gueules (Bourgogne moderne) ; en II, parti d'azur semé de fleurs de lys d'or au lambel de gueules (Anjou ancien) et d'or à six tourteaux mis en orle, cinq de gueules, celui en chef d'azur chargé de trois fleurs de lis d'or (Medici); en III, parti bandé d'or et d'azur de six pièces, à la bordure de gueules (Bourgogne ancien); et de sable, au lion d'or, armé et lampassé de gueules(Brabant) ; enté en pointe parti d'or, au lion de sable (Flandre), armé et lampassé de gueules et d'argent à l'aigle éployée de gueules, membrée et becquée d'or (Tyrol) ; sur-le-tout, écartelé en 1 et 4, de gueules au château d'or ouvert et ajouré d'azur (Castille) et en 2 et 3 d'argent au lion de gueules armé, lampassé et couronné d'or(León), enté en pointe du sur-le-tout d'argent à une pomme grenade de gueules, tigée et feuillée de sinople (Grenade); sur-le-tout-du-tout d'azur à trois fleurs de lys d'or à la bordure de gueules (Anjou moderne), portées ensuite par : - Louis Ier (1707 † 1724), roi d'Espagne - Ferdinand VI (1713 † 1759), roi d'Espagne Petits armes: écartelé en 1 et 4, de gueules au château d'or ouvert et ajouré d'azur (Castille) et en 2 et 3 d'argent au lion de gueules armé, lampassé et couronné d'or (León), enté en pointe du sur-le-tout d'argent à une pomme grenade de gueules, tigée et feuillée de sinople (Grenade) ; sur-le-tout-du-tout d'azur à trois fleurs de lys d'or à la bordure de gueules (Anjou moderne) portées ensuite par : - Louis Ier (1707-1724), roi d'Espagne - Ferdinand VI (1713-1759), roi d'Espagne - Charles III (1716-1788), roi d'Espagne - Ferdinand VII (1784-1833), roi d'Espagne - Isabelle II (1830-1904), reine d'Espagne - Alphonse XII (1857-1885), roi d'Espagne |
|                                   | Charles de Bourbon (1716 † 1788), roi de Naples et de Sicile (1738-1759), roi d'Espagne, (Charles III) fils de Philippe V, roi d'Espagne. Coupé de deux : en I, parti de trois : en 1, d'or à quatre pals de gueules (Aragon), en 2, écartelé en sautoir d'or aux quatre pals de gueules et d'argent à l'aigle de sable (Sicile), en 3, de gueules à la fasce d'argent (Autriche) et en 4, d'azur semé de fleurs de lys d'or à la bordure componée d'argent et de gueules (Bourgogne moderne) ; en II, parti d'or à six fleurs de lys d'azur (Farnese, Parme) et d'or à six tourteaux mis en orle, cinq de gueules, celui en chef d'azur chargé de trois fleurs de lis d'or (Medici, Toscane) ; en III, parti bandé d'or et d'azur de six pièces, à la bordure de gueules et de sable (Bourgogne ancien), au lion d'or, armé et lampassé de gueules (Brabant); enté en pointe parti d'or, au lion de sable (Flandre), armé et lampassé de gueules et d'argent à l'aigle éployé de gueules, membré et becqué d'or (Tyrol); sur-le-tout, écartelé en 1 et 4, de gueules au château d'or ouvert et ajouré d'azur (Castille) et en 2 et 3 d'argent au lion de gueules armé, lampassé et couronné d'or (León), enté en pointe du sur-le-tout d'argent à une pomme grenade de gueules, tigée et feuillée de sinople (Grenade); sur-le-tout-du-tout d'azur à trois fleurs de lys d'or à la bordure de gueules (Anjou moderne), portées ensuite par : - Charles IV (1748 † 1819), roi d'Espagne - Ferdinand VII (1784 † 1833), roi d'Espagne - Isabelle II (1830 † 1904), reine d'Espagne - Alphonse XII (1857 † 1885), roi d'Espagne - Alphonse XIII (1886-1941), roi d'Espagne, jusqu'en 1936 |
| Crise carliste                    | |
|                                   | François d'Assise, roi consort d'Espagne (1822 † 1902), mari d'Isabelle II, fils de l'infant François de Paule d'Espagne, petit-fils de Charles IV, roi d'Espagne. écartelé en 1 et 4, de gueules au château d'or ouvert et ajouré d'azur et en 2 et 3 d'argent au lion de pourpre armé, lampassé et couronné d'or, enté en pointe du sur-le-tout d'argent à une pomme grenade de gueules, tigée et feuilleté de sinople sur-le-tout-du-tout d'azur à trois fleurs de lys d'or à la bordure de gueules. |
|                                   | Prétendants carlistes et prétendants légitimistes après 1883. À la mort d'Henri, « comte de Chambord », l'ancien prétendant carliste, Jean, « comte de Montizón », est devenu le chef de la maison de Bourbon, et ainsi possesseur légitime des pleines armes de France, d'azur aux trois fleurs de lys d'or, sur le tout de son écu. écartelé en 1 et 4 de gueules au château d'or ouvert et ajouré d'azur, en 2 et 3 d'argent au lion de pourpre armé, lampassé et couronné d'or, enté en pointe d'argent à une pomme grenade de gueules, tigée et feuilleté de sinople ; sur le tout d'azur aux trois fleurs de lys d'or. |
|                                   | Alphonse XIII à partir de 1936. Écartelé au 1 de gueules au château d'or couvert et ajouré d'azur (Castille), au 2 d'argent au lion de pourpre armé, lampassé et couronné d'or (León), au 3 d'or aux quatre pals de gueules (Aragon), au 4 de gueules aux chaînes d'or posées en orle, en croix et en sautoir, chargées en cœur d'une émeraude au naturel (Navarre), enté en pointe d'argent à une pomme grenade de gueules tigée et feuillée de sinople (Grenade) et sur le tout d'azur à trois fleurs de lys d'or,, Grandes armes : Coupé de deux : en I, parti de trois : en 1, écartelé en sautoir d'or aux quatre pals de gueules et d'argent à l'aigle de sable (Sicile), en 2,d'argent à la croix potencé d'or (Jerusalem/Naples) , en 3, de gueules à la fasce d'argent (Autriche) et en 4, d'azur semé de fleurs de lys d'or à la bordure componée d'argent et de gueules (Bourgogne moderne) ; en II, parti d'or à six fleurs de lys d'azur (Farnese, Parme) et d'or à six tourteaux mis en orle, cinq de gueules, celui en chef d'azur chargé de trois fleurs de lis d'or (Medici/Toscane) ; en III, parti bandé d'or et d'azur de six pièces, à la bordure de gueules et de sable (Bourgogne ancien), au lion d'or, armé et lampassé de gueules (Brabant); enté en pointe parti d'or, au lion de sable (Flandre), armé et lampassé de gueules et d'argent à l'aigle éployé de gueules, membré et becqué d'or (Tyrol); sur-le-tout, écartelé au 1 de gueules au château d'or couvert et ajouré d'azur (Castille), au 2 d'argent au lion de pourpre armé, lampassé et couronné d'or (León), au 3 d'or aux quatre pals de gueules (Aragon), au 4 de gueules aux chaînes d'or posées en orle, en croix et en sautoir, chargées en cœur d'une émeraude au naturel (Navarre), enté en pointe d'argent à une pomme grenade de gueules tigée et feuillée de sinople (Grenade) et sur le tout d'azur à trois fleurs de lys d'or, portées ensuite par : |
| Enfants d'Alphonse XIII d'Espagne | |
|                                   | Alphonse de Bourbon (1907-1938), prince des Asturies (1907-1931), comte de Covadonga (1933-1938). Fils ainé d'Alphonse XIII d'azur à trois fleurs de lys d'or à la bordure de gueules. |
|                                   | Jacques-Henri de Bourbon (1908-1975), infant d'Espagne, duc d'Anjou et de Ségovie. Deuxième ainé d'Alphonse XIII Coupé de deux : en I, parti de trois : en 1, écartelé en sautoir d'or aux quatre pals de gueules et d'argent à l'aigle de sable (Sicile), en 2,d'argent à la croix potencé d'or (Jerusalem/Naples) , en 3, de gueules à la fasce d'argent (Autriche) et en 4, d'azur semé de fleurs de lys d'or à la bordure componée d'argent et de gueules (Bourgogne moderne) ; en II, parti d'or à six fleurs de lys d'azur (Farnese, Parme) et d'or à six tourteaux mis en orle, cinq de gueules, celui en chef d'azur chargé de trois fleurs de lis d'or (Medici/Toscane) ; en III, parti bandé d'or et d'azur de six pièces, à la bordure de gueules et de sable (Bourgogne ancien), au lion d'or, armé et lampassé de gueules (Brabant); enté en pointe parti d'or, au lion de sable (Flandre), armé et lampassé de gueules et d'argent à l'aigle éployé de gueules, membré et becqué d'or (Tyrol); sur-le-tout, écartelé au 1 de gueules au château d'or couvert et ajouré d'azur (Castille), au 2 d'argent au lion de pourpre armé, lampassé et couronné d'or (León), au 3 d'or aux quatre pals de gueules (Aragon), au 4 de gueules aux chaînes d'or posées en orle, en croix et en sautoir, chargées en cœur d'une émeraude au naturel (Navarre), enté en pointe d'argent à une pomme grenade de gueules tigée et feuillée de sinople (Grenade) et sur le tout d'azur à trois fleurs de lys d'or, portées ensuite par : - Auteur de la branche de Cadix. |
|                                   | Juan de Borbón, comte de Barcelone (1913 † 1993), troisième fils d'Alphonse XIII. Prétendant au trône d'Espagne (1941-1977). Don Juan est le 3e fils d'Alphonse XIII, et son successeur désigné après la mort du prince des Asturies, Alphonse de Bourbon, des suites d'un accident de voiture qui aurait été sans gravité pour tout autre personne (le prince était hémophile). À cette époque, la branche carliste avait disparu également, et la famille royale espagnole déchue était devenue la nouvelle branche aînée des descendants de Hugues Capet. Cependant, Don Juan, frère cadet, n'avait pas droit aux pleines armes de France. Elles appartenaient à son frère aîné, Jacques, « duc de Ségovie », que leur père Alphonse XIII avait fait renoncer à ses droits au trône d'Espagne, sous prétexte qu'il était sourd. La position d'aîné des descendants de Hugues Capet est actuellement celle de son petit-fils, Louis, « duc d'Anjou », qui revendique être le successeur des rois de France. Cadet, Don Juan portait la bordure de gueules d'Anjou autour des armes royales françaises. Don Juan a formellement renoncé à ses droits en faveur de son fils, le roi Juan Carlos Ier en 1977. écartelé au 1 de gueules au château d'or couvert et ajouré d'azur (Castille), au 2 d'argent au lion de pourpre armé, lampassé et couronné d'or (León), au 3 d'or aux quatre pals de gueules (Aragon), au 4 de gueules aux chaînes d'or posées en orle, en croix et en sautoir, chargées en cœur d'une émeraude au naturel (Navarre), enté en pointe d'argent à une pomme grenade de gueules tigé et feuillé de sinople (Granada) et sur le tout d'azur à trois fleurs de lys d'or à la bordure de gueules,, Grandes armes: Coupé de deux : en I, parti de trois : en 1, écartelé en sautoir d'or aux quatre pals de gueules et d'argent à l'aigle de sable (Sicile), en 2,d'argent à la croix potencé d'or (Jerusalem, Naples) , en 3, de gueules à la fasce d'argent (Autriche) et en 4, d'azur semé de fleurs de lys d'or à la bordure componée d'argent et de gueules (Bourgogne moderne) ; en II, parti d'or à six fleurs de lys d'azur (Farnese, Parme) et d'or à six tourteaux mis en orle, cinq de gueules, celui en chef d'azur chargé de trois fleurs de lis d'or (Medici, Toscane) ; en III, parti bandé d'or et d'azur de six pièces, à la bordure de gueules et de sable (Bourgogne ancien), au lion d'or, armé et lampassé de gueules (Brabant); enté en pointe parti d'or, au lion de sable (Flandre), armé et lampassé de gueules et d'argent à l'aigle éployé de gueules, membré et becqué d'or (Tyrol); sur-le-tout, écartelé au 1 de gueules au château d'or couvert et ajouré d'azur (Castille), au 2 d'argent au lion de pourpre armé, lampassé et couronné d'or (León), au 3 d'or aux quatre pals de gueules (Aragon), au 4 de gueules aux chaînes d'or posées en orle, en croix et en sautoir, chargées en cœur d'une émeraude au naturel (Navarre), enté en pointe d'argent à une pomme grenade de gueules tigé et feuillé de sinople (Grenade) et sur le tout d'azur à trois fleurs de lys d'or à la bordure de gueules, portées ensuite par : - Auteur de la branche de Barcelone. |

##### Branche de Cadix (1908-)
| Figure                                                       | Nom du prince et blasonnement |
| ------------------------------------------------------------ | --- |
|                                                              | Jacques-Henri de Bourbon (1908-1975), infant d'Espagne, duc d'Anjou et de Ségovie. Deuxième fils d'Alphonse XIII d'azur à trois fleurs de lys d'or à la bordure de gueules. |
| Enfants de Jacques-Henri de Bourbon, duc d'Anjou et de Cadix | |
|                                                              | Alphonse de Bourbon (1936 † 1989), duc d'Anjou et de Cadix, fils aîné de l'infant Jacques-Henri de Bourbon. parti en I, d'azur à trois fleurs de lys d'or et en II, écartelé en 1 de gueules au château d'or ouvert et ajouré d'azur, en 2 d'argent au lion de gueules armé, lampassé et couronné d'or, en 3 d'or à quatre pals de gueules et en 4 de gueules aux chaînes d'or posées en orle, en croix et en sautoir, chargées en cœur d'une émeraude au naturel, enté en pointe d'argent à une pomme grenade de gueules, tigée et feuilleté de sinople. |
|                                                              | Gonzalve de Bourbon (1937 † 2000), duc d’Aquitaine, second fils de l'infant Jacques-Henri de Bourbon Écartelé : 1 et 4, d'azur, à trois fleurs de lys d'or, à la bordure engrelée de gueules ; 2 et 3, de gueules, au léopard d'or . |
| Enfants d'Alphonse de Bourbon, duc d'Anjou et de Cadix       | |
|                                                              | Louis de Bourbon (né en 1974), « duc d'Anjou », fils d'Alphonse de Bourbon. Louis de Bourbon est l'aîné des descendants légitimes de Hugues Capet et il est le prétendant légitimiste à la succession des rois de France. D'azur, à trois fleurs de lys d'or. |
| Enfants de Louis de Bourbon, duc d'Anjou                     | |
|                                                              | Louis de Bourbon (né en 2010), dauphin de France et duc de Bourgogne, fils de Louis de Bourbon. Écartelé au 1 et 4 d'azur à trois fleurs de lys d'or et au 2 et 3 d'or à un dauphin d'azur, crêté, barbé, loré, peautré et oreillé de gueules. |
|                                                              | Alphonse de Bourbon (né en 2010), « duc de Berry », fils de Louis de Bourbon. D'azur, à trois fleurs de lys d'or et la bordure crénelée de gueules. |
|                                                              | Henri de Bourbon (né en 2019), duc de Touraine, fils de Louis de Bourbon. D'azur, à trois fleurs de lys d'or et la bordure componnée d'argent et de gueules. |

##### Branche de Barcelone (1913-)
| Figure | Nom du prince et blasonnement |
| ------ | --- |
|        | Juan de Borbón, comte de Barcelone (1913 † 1993), troisième fils d'Alphonse XIII. Prétendant au trône d'Espagne (1941-1977). Don Juan a été le 3e fils d'Alphonse XIII, et son successeur désigné après la mort du prince des Asturies, Alphonse de Bourbon, des suites d'un accident de voiture qui aurait été sans gravité pour tout autre personne (le prince était hémophile). À cette époque, la branche carliste avait disparu également, et la famille royale espagnole déchue était devenue la nouvelle branche aînée des descendants de Hugues Capet. Cependant, Don Juan, frère cadet, n'avait pas droit aux pleines armes de France. Elles appartenaient à son frère aîné, Jacques, « duc de Ségovie », que leur père Alphonse XIII avait fait renoncer à ses droits au trône d'Espagne, sous prétexte qu'il était sourd. La position d'aîné des descendants de Hugues Capet est actuellement celle de son petit-fils, Louis, duc d'Anjou, qui revendique être le successeur des rois de France. Cadet, Don Juan portait la bordure de gueules d'Anjou autour des armes royales françaises. Don Juan a formellement renoncé à ses droits en faveur de son fils, le roi Juan Carlos Ier en 1977. écartelé au 1 de gueules au château d'or couvert et ajouré d'azur (Castille), au 2 d'argent au lion de pourpre armé, lampassé et couronné d'or (León), au 3 d'or aux quatre pals de gueules (Aragon), au 4 de gueules aux chaînes d'or posées en orle, en croix et en sautoir, chargées en cœur d'une émeraude au naturel (Navarre), enté en pointe d'argent à une pomme grenade de gueules tigé et feuillé de sinople (Granada) et sur le tout d'azur à trois fleurs de lys d'or à la bordure de gueules,, Grandes armes: Coupé de deux : en I, parti de trois : en 1, écartelé en sautoir d'or aux quatre pals de gueules et d'argent à l'aigle de sable (Sicile), en 2,d'argent à la croix potencé d'or (Jerusalem, Naples) , en 3, de gueules à la fasce d'argent (Autriche) et en 4, d'azur semé de fleurs de lys d'or à la bordure componée d'argent et de gueules (Bourgogne moderne) ; en II, parti d'or à six fleurs de lys d'azur (Farnese, Parme) et d'or à six tourteaux mis en orle, cinq de gueules, celui en chef d'azur chargé de trois fleurs de lis d'or (Medici, Toscane) ; en III, parti bandé d'or et d'azur de six pièces, à la bordure de gueules et de sable (Bourgogne ancien), au lion d'or, armé et lampassé de gueules (Brabant); enté en pointe parti d'or, au lion de sable (Flandre), armé et lampassé de gueules et d'argent à l'aigle éployé de gueules, membré et becqué d'or (Tyrol); sur-le-tout, écartelé au 1 de gueules au château d'or couvert et ajouré d'azur (Castille), au 2 d'argent au lion de pourpre armé, lampassé et couronné d'or (León), au 3 d'or aux quatre pals de gueules (Aragon), au 4 de gueules aux chaînes d'or posées en orle, en croix et en sautoir, chargées en cœur d'une émeraude au naturel (Navarre), enté en pointe d'argent à une pomme grenade de gueules tigé et feuillé de sinople (Grenade) et sur le tout d'azur à trois fleurs de lys d'or à la bordure de gueules, portées ensuite par : portées ensuite par : - Juan Carlos Ier, (né en 1938), roi d'Espagne (1975-2014) - Felipe VI (né en 1968), roi d'Espagne (depuis 2014) |
|        | Felipe de Borbón y Grecia (né en 1968), prince héritier d'Espagne, prince des Asturies. Ecartelé au 1 de gueules au château d'or couvert et ajouré d'azur, au 2 d'argent au lion de gueules armé, lampassé et couronné d'or, au 3 d'or aux quatre pals de gueules, au 4 de gueules aux chaînes d'or posées en orle, en croix et en sautoir, chargées en cœur d'une émeraude au naturel, accompagné en pointe d'argent à une pomme grenade de gueules tigée et feuillé de sinople et sur le tout d'azur aux trois fleurs de lys d'or à la bordure de gueules, au lambel d'azur posé sur le tout. portées ensuite par : - Leonor de Borbón y Ortiz (née en 2005), princesse des Asturies |

##### Branche de Séville (1823-)
| Figure | Nom du prince et blasonnement |
| ------ | --- |
|        | Ducs de Séville, issus de l'infant Henri de Bourbon, petit-fils de Charles IV d'Espagne. |
|        | Francisco de Borbón y Escasany (né en 1943), 5e duc de Séville, grand d'Espagne, ancien « grand maître » de branches réunifiées de l’« Ordre de Saint-Lazare » Écartelé de Saint-Lazare et d'Anjou. |

##### Maison de Bourbon-Siciles (1734-)
| Figure | Nom du prince et blasonnement |
| ------ | --- |
|        | Bourbon-Sicile, roi des Deux-Siciles. parti de deux, en I coupé d'or aux six fleurs de lys d'azur (qui est de Farnèse) et d'argent, à cinq écussons d'azur, posés en croix, les deux de flanc mis de côté, chaque écusson chargé de cinq besants du champ, posés en sautoir, à la bordure de gueules, chargée de neuf châteaux d'or, donjonnés de trois tours, ouverts et ajourés d'azur (qui est du Portugal), en II coupé écartelé en 1 et 4, de gueules au château d'or ouvert et ajouré d'azur (qui est de Castille) et en 2 et 3 d'argent au lion de gueules armé, lampassé et couronné d'or (qui est de leon) et d'azur semé de fleurs de lys d'or au lambel de gueules (qui est de Naples) et en III d'or à six tourteaux mis en orle, cinq de gueules, celui en chef d'azur chargé de trois fleurs de lis d'or (qui est de Toscane) ; sur le tout d'azur, à trois fleurs de lys d'or, à la bordure de gueules, (qui est d'Anjou). |
|        | Grandes armes des rois Bourbons des Deux-Siciles. Parti de deux : - au I, écartelé : 1 et 4, d'or aux six fleurs de lys d'azur (qui est de Farnèse); 2 et 3, parti de gueules à la fasce d'argent (qui est d'Autriche) et bandé d'or et d'argent de six pièces à la bordure de gueules (qui est de Bourgogne ancien); sur-le-tout d'argent aux cinq écussons disposés en croix d'azur chargés de cinq besans d'argent en sautoir à la bordure de gueules chargée de huit châteaux d'or, donjonnés de trois tours, ouverts et ajourés d'azur (qui est de Portugal); - au II, coupé de 3, au I parti d'écartélé au 1 et 4 de gueules au château d'or, donjonnés de trois tours, ouverts et ajourés d'azur (qui est de Castille) et au 2 et 3 d'argent au lion de pourpre (qui est de Léon); et contre-parti d'or aux quatre pals de gueules (qui est d'Aragon) et écartelé en sautoir d'or aux quatre pals de gueules et d'argent à l'aigle de sable (qui est de Sicile); enté en pointe d'argent à une pomme grenade de gueules tigée et feuillée de sinople (qui est de Grenade); au II parti de gueules à la fasce d'argent (qui est d'Autriche) et d'azur semé de lys d'or à la bordure componée de gueules et d'argent (qui est de Bourgogne), au III écartélé en 1 taillé d'argent de six pièces à la bordure de gueules (qui est de Bourgogne ancien) et d'or au lion de sable armé et lampassé de gueules (qui est de Flandre) au 2 tranché de sable au lion d'or armé et lampassé de gueules (qui est de Brabant) et d'argent à l'aigle de gueules (qui est de Tyrol), au 3 semé de lys d'or au lambel de gueules (qui est de Naples) et au 4 d'argent à la croix potencée d'or cantonné de quatre croisettes de même (qui est de Jérusalem); - au III, d'or à six tourteaux mis en orle, cinq de gueules, celui en chef d'azur chargé de trois fleurs de lis d'or (qui est de Toscane) ; sur-le-tout d'azur à trois fleurs de lys d'or posés 2 et 1 à la bordure de gueules (qui est d'Anjou), ; portées ensuite par : - le prince héritier des Deux-Siciles |
|        | Marie-Amélie de Bourbon-Siciles (1782 † 1866), mariée en 1809 à Louis-Philippe (1773 † 1850), roi des Français Deux écus accolés : celui des Orléans (D'azur aux trois fleurs de lys d'or et au lambel d'argent) et celui de Bourbon-Sicile (Parti de deux, au I, écartelé : 1 et 4, d'or aux six fleurs de lys d'azur (qui est de Farnèse); 2 et 3, parti de gueules à la fasce d'argent (qui est d'Autriche) et bandé d'or et d'argent de six pièces à la bordure de gueules (qui est de Bourgogne ancien); sur-le-tout d'argent aux cinq écussons disposés en croix d'azur chargés de cinq besans d'argent en sautoir à la bordure de gueules chargée de huit châteaux d'or, donjonnés de trois tours, ouverts et ajourés d'azur (qui est de Portugal); au II, coupé de 3, au I parti d'écartélé au 1 et 4 de gueules au château d'or, donjonnés de trois tours, ouverts et ajourés d'azur (qui est de Castille) et au 2 et 3 d'argent au lion de pourpre (qui est de Léon); et contre-parti d'or aux quatre pals de gueules (qui est d'Aragon) et écartelé en sautoir d'or aux quatre pals de gueules et d'argent à l'aigle de sable (qui est de Sicile); enté en pointe d'argent à une pomme grenade de gueules tigée et feuillée de sinople (qui est de Grenade); au II parti de gueules à la fasce d'argent (qui est d'Autriche) et d'azur semé de lys d'or à la bordure componée de gueules et d'argent (qui est de Bourgogne), au III écartélé en 1 taillé d'argent de six pièces à la bordure de gueules (qui est de Bourgogne ancien) et d'or au lion de sable armé et lampassé de gueules (qui est de Flandre) au II tranché de sable au lion d'or armé et lampassé de gueules (qui est de Brabant) et d'argent à l'aigle de gueules (qui est de Tyrol), au 3 semé de lys d'or au lambel de gueules (qui est de Naples) et au 4 d'argent à la croix potencée d'or cantonné de quatre croisettes de même (qui est de Jérusalem); au III, d'or à six tourteaux mis en orle, cinq de gueules, celui en chef d'azur chargé de trois fleurs de lis d'or (qui est de Toscane); sur-le-tout d'azur à trois fleurs de lys d'or posés 2 et 1 à la bordure de gueules (qui est d'Anjou)). |
|        | Marie-Christine de Bourbon-Siciles (1806 † 1878), mariée en 1829 à Ferdinand VII (1784 † 1833), roi d'Espagne Deux écus accolés : celui des Coupé de deux : en I, parti de trois : en 1, d'or à quatre pals de gueules, en 2, écartelé en sautoir d'or aux quatre pals de gueules et d'argent à l'aigle de sable, en 3, de gueules à la fasce d'argent et en 4, d'azur semé de fleurs de lys d'or à la bordure componée d'argent et de gueules ; en II, parti d'or à six fleurs de lys d'azur et d'or à six tourteaux mis en orle, cinq de gueules, celui en chef d'azur chargé de trois fleurs de lis d'or ; en III, parti bandé d'or et d'azur de six pièces, à la bordure de gueules et de sable, au lion d'or, armé et lampassé de gueules ; enté en pointe parti d'or, au lion de sable, armé et lampassé de gueules et d'argent à l'aigle éployé de gueules, membré et becqué d'or ; sur-le-tout, écartelé en 1 et 4, de gueules au château d'or ouvert et ajouré d'azur et en 2 et 3 d'argent au lion de gueules armé, lampassé et couronné d'or, enté en pointe du sur-le-tout d'argent à une pomme grenade de gueules, tigée et feuilleté de sinople ; sur-le-tout-du-tout d'azur aux trois fleurs de lys d'or à la bordure de gueules et celui de Bourbon-Sicile, qui est parti de deux, en I coupé d'or aux six fleurs de lys d'azur (qui est de Farnèse) et d'argent, à cinq écussons d'azur, posés en croix, les deux de flanc mis de côté, chaque écusson chargé de cinq besants du champ, posés en sautoir, à la bordure de gueules, chargée de neuf châteaux d'or, donjonnés de trois tours, ouverts et ajourés d'azur (qui est du Portugal), en II coupé écartelé en 1 et 4, de gueules au château d'or ouvert et ajouré d'azur (qui est de Castille) et en 2 et 3 d'argent au lion de gueules armé, lampassé et couronné d'or (qui est de leon) et d'azur semé de fleurs de lys d'or au lambel de gueules (qui est de Naples) et en III d'or à six tourteaux mis en orle, cinq de gueules, celui en chef d'azur chargé de trois fleurs de lis d'or (qui est de Toscane) ; sur le tout d'azur, à trois fleurs de lys d'or, à la bordure de gueules, (qui est d'Anjou).[réf. nécessaire] |
|        | María de las Mercedes de Bourbon-Siciles (1910 † 2000), femme de Jean de Bourbon (1913 † 1993), prétendant au trône d'Espagne 1941-1977 : Parti en I, écartelé au 1 de gueules au château d'or couvert et ajouré d'azur, qui est de Castille, au 2 d'argent au lion de pourpre armé, lampassé et couronné d'or, qui est de León, au 3 d'or aux quatre pals de gueules, qui est de Aragon, au 4 de gueules aux chaînes d'or posées en orle, en croix et en sautoir, chargées en cœur d'une émeraude au naturel, qui est de Navarre, accompagné en pointe d'argent à une pomme grenade de gueules tigé et feuillé de sinople, qui est de Grenade et sur le tout d'azur aux trois fleurs de lys d'or, qui est de France[Information douteuse] et en II, écartelé au I parti de deux, en 1 coupé d'or aux six fleurs de lys d'azur posées 3, 2 et 1, (qui est de Farnèse) et d'argent, à cinq écussons d'azur, posés en croix, les deux de flanc mis de côté, chaque écusson chargé de cinq besants du champ, posés en sautoir, à la bordure de gueules, chargée de neuf châteaux d'or, donjonnés de trois tours, ouverts et ajourés d'azur (qui est du Portugal), en 2 coupé écartelé en 1 et 4, de gueules au château d'or ouvert et ajouré d'azur (qui est de Castille) et en 2 et 3 d'argent au lion de gueules armé, lampassé et couronné d'or (qui est de leon) et d'azur semé de fleurs de lys d'or au lambel de gueules (qui est de Naples) et en 3 d'or à six tourteaux mis en orle, cinq de gueules, celui en chef d'azur chargé de trois fleurs de lis d'or (qui est de Toscane) ; sur le tout d'azur, à trois fleurs de lys d'or, à la bordure de gueules, (qui est d'Anjou).[réf. nécessaire] 1977-2000 : après le renoncement de son époux Parti en I, écartelé au 1 de gueules au château d'or couvert et ajouré d'azur, qui est de Castille, au 2 d'argent au lion de pourpre armé, lampassé et couronné d'or, qui est de León, au 3 d'or aux quatre pals de gueules, qui est de Aragon, au 4 de gueules aux chaînes d'or posées en orle, en croix et en sautoir, chargées en cœur d'une émeraude au naturel, qui est de Navarre, accompagné en pointe d'argent à une pomme grenade de gueules tigé et feuillé de sinople, qui est de Grenade et sur le tout d'azur aux trois fleurs de lys d'or à la bourdure de gueules, qui est d'Anjou et en II, écartelé au I parti de deux, en 1 coupé d'or aux six fleurs de lys d'azur (qui est de Farnèse) et d'argent, à cinq écussons d'azur, posés en croix, les deux de flanc mis de côté, chaque écusson chargé de cinq besants du champ, posés en sautoir, à la bordure de gueules, chargée de neuf châteaux d'or, donjonnés de trois tours, ouverts et ajourés d'azur (qui est du Portugal), en 2 coupé écartelé en 1 et 4, de gueules au château d'or ouvert et ajouré d'azur (qui est de Castille) et en 2 et 3 d'argent au lion de gueules armé, lampassé et couronné d'or (qui est de leon) et d'azur semé de fleurs de lys d'or au lambel de gueules (qui est de Naples) et en 3 d'or à six tourteaux mis en orle, cinq de gueules, celui en chef d'azur chargé de trois fleurs de lis d'or (qui est de Toscane) ; sur le tout d'azur, à trois fleurs de lys d'or, à la bordure de gueules, (qui est d'Anjou); [réf. nécessaire]. |
|        | Princes de Bourbon-Deux Siciles 1840-1900 : celui écartelé au I , en 1 parti coupé d'azur semé de fleurs de lys d'or au lambel de gueules et d'or aux six fleurs de lys d'azur posées 1, 2, 2 et 1 ; en 2 parti coupé de gueules au château d'or ouvert et ajouré d'azur et d'argent au lion de gueules armé, lampassé et couronné d'or, enté en pointe du sur-le-tout d'argent à une pomme grenade de gueules, tigée et feuilleté de sinople et d'argent à la croix potencée d'or cantonné de quatre croisettes de même ; en 3 parti coupé de écartelé en sautoir d'or aux quatre pals de gueules et d'argent à l'aigle de sable et d'or à six tourteaux mis en orle, cinq de gueules, celui en chef d'azur chargé de trois fleurs de lis d'or ; sur le tout d'azur, à trois fleurs de lys d'or, à la bordure de gueules. Avant 1900 : parti de deux, en I coupé d'or aux six fleurs de lys d'azur et d'argent, à cinq écussons d'azur, posés en croix, les deux de flanc mis de côté, chaque écusson chargé de cinq besants du champ, posés en sautoir, à la bordure de gueules, chargée de neuf châteaux d'or, donjonnés de trois tours, ouverts et ajourés d'azur, en II coupé écartelé en 1 et 4, de gueules au château d'or ouvert et ajouré d'azur et en 2 et 3 d'argent au lion de gueules armé, lampassé et couronné d'or et d'azur semé de fleurs de lys d'or au lambel de gueules et en III d'or à six tourteaux mis en orle, cinq de gueules, celui en chef d'azur chargé de trois fleurs de lis d'or ; sur le tout d'azur, à trois fleurs de lys d'or, à la bordure de gueules[réf. nécessaire]. |

##### Maison de Bourbon-Parme (1748-)
| Figure | Nom du prince et blasonnement |
| ------ | --- |
|        | Petites armes des ducs de Bourbon-Parme de 1748 à présent D'azur aux trois fleurs de lys d'or à la bordure de gueules chargée de huit coquilles d'argent posées en orle . |
|        | Ducs de Bourbon-Parme de 1748 à 1802 parti en 1, d'or à six fleurs de lys d'azur posées et en 2, d’argent, à la croix pattée de gueules cantonnée de quatre aigles de sable au vol abaissé ; sur-le-tout, écartelé en 1 et 4, de gueules au château d'or ouvert et ajouré d'azur et en 2 et 3 d'argent au lion de gueules armé, lampassé et couronné d'or, enté en pointe du sur-le-tout d'argent à une pomme grenade de gueules, tigée et feuilleté de sinople ; sur-le-tout-du-tout d'azur à trois fleurs de lys d'or à la bordure de gueules chargée de huit coquilles d'argent. |
|        | Marie-Louise de Bourbon-Parme (1751 † 1819), mariée en 1765 à Charles IV (1748 † 1819), roi d'Espagne Deux écus accolés : celui des Coupé de deux : en I, parti de trois : en 1, d'or à quatre pals de gueules, en 2, écartelé en sautoir d'or aux quatre pals de gueules et d'argent à l'aigle de sable, en 3, de gueules à la fasce d'argent et en 4, d'azur semé de fleurs de lys d'or à la bordure componée d'argent et de gueules ; en II, parti d'or à six fleurs de lys d'azur et d'or à six tourteaux mis en orle, cinq de gueules, celui en chef d'azur chargé de trois fleurs de lis d'or ; en III, parti bandé d'or et d'azur de six pièces, à la bordure de gueules et de sable, au lion d'or, armé et lampassé de gueules ; enté en pointe parti d'or, au lion de sable, armé et lampassé de gueules et d'argent à l'aigle éployé de gueules, membré et becqué d'or ; sur-le-tout, écartelé en 1 et 4, de gueules au château d'or ouvert et ajouré d'azur et en 2 et 3 d'argent au lion de gueules armé, lampassé et couronné d'or, enté en pointe du sur-le-tout d'argent à une pomme grenade de gueules, tigée et feuilleté de sinople ; sur-le-tout-du-tout d'azur aux trois fleurs de lys d'or à la bordure de gueules et celui de Bourbon-Parma, parti en 1, d'or à six fleurs de lys d'azur et en 2, d’argent, à la croix pattée de gueules cantonnée de quatre aigles de sable au vol abaissé ; sur-le-tout, écartelé en 1 et 4, de gueules au château d'or ouvert et ajouré d'azur et en 2 et 3 d'argent au lion de gueules armé, lampassé et couronné d'or, enté en pointe du sur-le-tout d'argent à une pomme grenade de gueules, tigée et feuilleté de sinople ; sur-le-tout-du-tout d'azur à trois fleurs de lys d'or à la bordure de gueules chargée de huit coquilles d'argent. |
|        | Rois d'Etrurie de 1802 à 1807 Ecartelé : en 1, d'or à six fleurs de lys d'azur posées 3, 2 et 1 (qui est de Farnèse); en 2, d’argent, à la croix pattée de gueules cantonnée de quatre aigles de sable au vol abaissé (qui est de Mantoue); en 3, d'or à la bande de gueules chargé de trois alérions d'argent (qui est Lorraine); en 4, de gueules à la fasce d'argent (qui est d'Autriche); sur-le-tout, écartelé en 1 et 4, de gueules au château d'or ouvert et ajouré d'azur (qui est de Castille) et en 2 et 3 d'argent au lion de gueules armé, lampassé et couronné d'or (qui est de Leon); sur-le-tout-du-tout, parti d'azur à trois fleurs de lys d'or (qui est de France)[Information douteuse] et d'or à six tourteaux mis en orle, cinq de gueules, celui en chef d'azur chargé de trois fleurs de lis d'or (qui est de Toscane). |
|        | Ducs de Lucques de 1815 à 1847 Ecartelé : en 1 et 4, coupé : au 1 d'argent, au 2 de gueules (qui est de Lucques); en 2 et 3, d'écartelé en 1 et 4, de gueules au château d'or ouvert et ajouré d'azur (qui est de Castille) et en 2 et 3 d'argent au lion de gueules armé, lampassé et couronné d'or (qui est de Leon); sur-le-tout, d'azur aux trois fleurs de lys d'or à la bordure de gueules chargée de huit coquilles d'argent posées en orle (qui est de Bourbon-Parme). |
|        | Ducs de Bourbon-Parme de 1847 à 1860 Coupé de deux, parti de deux : - en 1, d'or à six fleurs de lys d'azur (qui est de Farnèse), - en 2, parti d’argent, à la croix pattée de gueules cantonnée de quatre aigles de sable au vol abaissé (qui est de Gonzague) et d'azur au lion bandé d'argent et de gueules (qui est de Rossi) - en 3, parti d'or à six tourteaux mis en orle, cinq de gueules, celui en chef d'azur chargé de trois fleurs de lis d'or (qui est de Toscane) et coupé de gueules sur or, l'or chargé d'un arbre d'argent, les branches et feuilles sur le gueules (qui est de Malastina) - en 4 d'argent à l'aigle de sable (qui est [d'or] de Savoie ancien) chargé en cœur d'un écusson de gueules à la croix d'argent (qui est de Savoie moderne) - en 5 en forme de sur-le-tout, écartelé en 1 et 4, de gueules au château d'or ouvert et ajouré d'azur (qui est de Castille) et en 2 et 3 d'argent au lion de gueules armé, lampassé et couronné d'or (qui est de Leon), enté en pointe du sur-le-tout d'argent à une pomme grenade de gueules, tigée et feuilleté de sinople (qui est de Grenade) ; sur-le-tout-du-tout d'azur à trois fleurs de lys d'or à la bordure de gueules chargée de huit coquilles d'argent (qui est de Bourbon-Parme) - en 6 de gueules à la fasce d'argent (qui est de Corregio) - en 7 d'argent à quatre points équipolés de gueules au chef d'or à l'aigle de sable (qui est de Pallavicini) - en 8 de gueules, à la croix d'or cantonnée de quatre B, adossés du mesme (qui est de Paléologue) - en 9 écartelé: aux 1 et 4, palé d'or et d'azur, à la fasce d'argent brochant sur le palé; aux 2 et 3, fascé, douché d'or et d'azur (qui est de Landi). |
|        | Alice de Bourbon-Parme (1917 † 2017), infante d'Espagne, duchesse douairière de Calabre, femme de Alphonse de Bourbon-Siciles (1901 † 1964), prétendant au trône des Deux-Siciles et infante d'Espagne parti en I de Bourbon-Sicile (Parti de deux, au I, écartelé : 1 et 4, d'or aux six fleurs de lys d'azur (qui est de Farnèse); 2 et 3, parti de gueules à la fasce d'argent (qui est d'Autriche) et bandé d'or et d'argent de six pièces à la bordure de gueules (qui est de Bourgogne ancien); sur-le-tout d'argent aux cinq écussons disposés en croix d'azur chargés de cinq besans d'argent en sautoir à la bordure de gueules chargée de huit châteaux d'or, donjonnés de trois tours, ouverts et ajourés d'azur (qui est de Portugal); au II, coupé de 3, au I parti d'écartélé au 1 et 4 de gueules au château d'or, donjonnés de trois tours, ouverts et ajourés d'azur (qui est de Castille) et au 2 et 3 d'argent au lion de pourpre (qui est de Léon); et contre-parti d'or aux quatre pals de gueules (qui est d'Aragon) et écartelé en sautoir d'or aux quatre pals de gueules et d'argent à l'aigle de sable (qui est de Sicile); enté en pointe d'argent à une pomme grenade de gueules tigée et feuillée de sinople (qui est de Grenade); au II parti de gueules à la fasce d'argent (qui est d'Autriche) et d'azur semé de lys d'or à la bordure componée de gueules et d'argent (qui est de Bourgogne), au III écartélé en 1 taillé d'argent de six pièces à la bordure de gueules (qui est de Bourgogne ancien) et d'or au lion de sable armé et lampassé de gueules (qui est de Flandre) au II tranché de sable au lion d'or armé et lampassé de gueules (qui est de Brabant) et d'argent à l'aigle de gueules (qui est de Tyrol), au 3 semé de lys d'or au lambel de gueules (qui est de Naples) et au 4 d'argent à la croix potencée d'or cantonné de quatre croisettes de même (qui est de Jérusalem); au III, d'or à six tourteaux mis en orle, cinq de gueules, celui en chef d'azur chargé de trois fleurs de lis d'or (qui est de Toscane) ; sur-le-tout d'azur à trois fleurs de lys d'or posés 2 et 1 à la bordure de gueules (qui est d'Anjou)) et en II de Bourbon-Parme (coupé de deux, parti de deux : en 1, d'or à six fleurs de lys d'azur (qui est de Farnèse) ; en 2, parti d’argent, à la croix pattée de gueules cantonnée de quatre aigles de sable au vol abaissé (qui est de Gonzague) et d'azur au lion bandé d'argent et de gueules (qui est de Rossi) ; en 3, parti d'or à six tourteaux mis en orle, cinq de gueules, celui en chef d'azur chargé de trois fleurs de lis d'or (qui est de Toscane) et coupé de gueules sur or, l'or ch. d'un arbre d'argent, les branches et feuilles sur le gueules (qui est de Malastina) ; en 4 d'argent à l'aigle de sable (qui est [d'or] de Savoie ancien) chargé en cœur d'un écusson de gueules à la croix d'argent (qui est de Savoie moderne) ; en 5 en forme de sur-le-tout, écartelé en 1 et 4, de gueules au château d'or ouvert et ajouré d'azur (qui est de Castille) et en 2 et 3 d'argent au lion de gueules armé, lampassé et couronné d'or (qui est de Leon) ; enté en pointe du sur-le-tout d'argent à une pomme grenade de gueules, tigée et feuilleté de sinople (qui est de Grenade) ; sur-le-tout-du-tout d'azur aux trois fleurs de lys d'or à la bordure de gueules chargée de neuf coquilles d'argent posées en orle (qui est de Bourbon-Parme) ; en 6 de gueules à la fasce d'argent (qui est de Corregio) ; en 7 d'argent à quatre points équipolés de gueules au chef d'or à l'aigle de sable (qui est de Pallavicini) ; en 8 de gueules, à la croix d'or cantonnée de quatre B, adossés du mesme (qui est de Paléologue) ; en 9 écartelé: aux 1 et 4, palé d'or et d'azur, à la fasce d'argent brochant sur le palé ; aux 2 et 3, fascé, douché d'or et d'azur (qui est de Landi)[réf. nécessaire]. |

###### Seconde maison de Nassau (1919-)
| Figure | Nom du prince et blasonnement |
| ------ | --- |
|        | Jean de Luxembourg, Grand-duc de Luxembourg (1964-2000), fils de la grande-duchesse Charlotte de Luxembourg et de Félix de Bourbon-Parme, Les armoiries prises à sa majorité (1939) : Écartelé : I et IV d'azur à trois fleurs de lys d'or, brisées d'une bordure de gueules (Maison de Bourbon-Espagne) ; II et III d'azur semé de billettes d'or au lion couronné du second armé et lampassé de gueules brochant (Nassau) ; sur le tout en cœur burelé de dix pièces d'argent et d'azur au lion de gueules à la queue fourchée et passée en sautoir, armé, lampassé et couronné d'or brochant (Luxembourg), l'écu timbré d'une couronne royale doublée à mi-hauteur d'un bonnet de pourpre. Les armoiries prises lors de son mariage avec la princesse Joséphine-Charlotte de Belgique (1953) : Parti, au I d'azur semé de billettes d'or au lion couronné du second armé et lampassé de gueules brochant (Nassau, le lion contourné par courtoisie) ; au II burelé de dix pièces d'argent et d'azur au lion de gueules à la queue fourchée et passée en sautoir, armé, lampassé et couronné d'or brochant (Luxembourg) ; en pointe brochant sur le parti, d'azur à trois fleurs de lys d'or, brisées d'une bordure de gueules chargée de huit coquilles d'argent (Bourbon-Parme) ; l'écu timbré d'une couronne royale doublée à mi-hauteur d'un bonnet de pourpre. À son avènement (1964), il reprend les armes de sa mère. |
|        | Henri de Luxembourg, Grand-duc de Luxembourg (2000), fils du précédent, Il porte : Écartelé I et IV burelé de dix pièces d'argent et d'azur au lion de gueules à la queue fourchée et passée en sautoir, armé, lampassé et couronné d'or brochant (Luxembourg) ; II et III d'azur semé de billettes d'or au lion couronné du second armé et lampassé de gueules brochant (Maison de Nassau): dite de Luxembourg-Nassau. Petites armoiries : Les mêmes timbrées d’une couronne royale, sans bonnet. Moyennes armoiries : Les mêmes, timbré d’une couronne royale sans bonnet et supportées par deux lions à la tête contournée et couronnée d’or, armés et lampassés de gueules, celui de dextre ayant la queue fourchue et passée en sautoir. Grandes armoiries : Les mêmes, chargées d'un sur-le-tout d'azur à trois fleurs de lis d'or, brisé d'une bordure de gueules à huit coquilles d'argent (Bourbon-Parme), ces armes timbrées d’une couronne royale, entourées du ruban de l'ordre de la Couronne de chêne et supportées par deux lions à la tête contournée et couronnée d’or, armés et lampassés de gueules, celui de dextre ayant la queue fourchue et passée en sautoir, chaque lion tenant un drapeau luxembourgeois frangé d’or. Le tout est posé sur un manteau de pourpre, doublé d’hermine, bordé, frangé et lié d’or et sommé d’une couronne royale, les drapeaux dépassant le manteau.                     |
|        | Guillaume de Luxembourg, grand-duc héritier de Luxembourg, fils du précédent, Petites armoiries : Écartelé I et IV burelé de dix pièces d'argent et d'azur au lion de gueules à la queue fourchée et passée en sautoir, armé, lampassé et couronné d'or brochant (Luxembourg) ; II et III d'azur semé de billettes d'or au lion couronné du second armé et lampassé de gueules brochant (maison de Nassau): dite de Luxembourg-Nassau, le tout brisé d'un lambel d'or. Grandes armoiries : Les mêmes, chargées d'un sur-le-tout d'azur à trois fleurs de lis d'or, brisé d'une bordure de gueules à huit coquilles d'argent (Bourbon-Parme), ces armes timbrées d’une couronne royale et supportées par deux lions à la tête contournée et couronnée d’or, armés et lampassés de gueules, celui de dextre ayant la queue fourchue et passée en sautoir. Le tout est posé sur un manteau de pourpre, doublé d’hermine, bordé, frangé et lié d’or et sommé d’une couronne royale, les drapeaux dépassant le manteau. |

#### Quatrième maison d'Orléans (1661-)
| Figure                                 | Nom du prince et blasonnement |
| -------------------------------------- | --- |
|                                        | Philippe de France (1640 - 1701), duc d'Orléans, fils du roi Louis XIII. D'abord duc d'Anjou, il hérite du duché d'Orléans à la mort de son oncle Gaston et en reprend les armes : D'azur aux trois fleurs de lys d'or, au lambel d'argent, Portées ensuite, avec le nom d'Orléans, par tous ses descendants mâles jusqu'à nos jours : - Philippe d'Orleans, (1674–1723), régent du royaume de France (1715-1723), principal ministre d'État (1723) - Louis d'Orléans, duc d'Orléans (1703–1752) - Louis-Philippe Ier, duc d'Orléans (1725-1785) - Louis-Philippe II, duc d'Orléans (1747-1793) (Philippe Égalité) (mort guillotiné) - Louis-Philippe III, duc d'Orléans (1773-1850), roi des Français sous le nom de Louis-Philippe Ier (1830-1848) |
| Enfants de Philippe de France          | |
|                                        | Marie-Louise d'Orléans (1662 † 1689), fille de Philippe de France, mariée en 1679 à Charles II (1661 † 1700), roi d'Espagne parti en I, écartelé en 1 et 4, de gueules au château d'or ouvert et ajouré d'azur, et en 2 et 3 d'argent au lion de gueules armé, lampassé et couronné d'or, enté en pointe du sur-le-tout d'argent à une pomme grenade de gueules, tigée et feuilleté de sinople et en II, d'azur aux trois fleurs de lys d'or au lambel d'argent.[réf. nécessaire] |
|                                        | Anne-Marie d'Orléans (1669 † 1728), fille de Philippe de France, mariée en 1679 à Victor-Amédée II (1666 † 1732), roi de Sardaige, roi de Sicile et duc de Savoie Deux écus accolés : Celui de la maison de Savoie, écartelé, en I contre-écartelé au 1 d'argent à la croix potencée d'or cantonné de quatre croisettes de même, en 2 burelé d'azur et d'argent de dix pièces au lion de gueules armé lampassé et couronné d'or brochant sur le tout, au 3 d'or au lion de gueules armé lampassé et couronné d'azur et au 4 d'argent au lion de gueules armé lampassé et couronné d'or en II grand-quartier parti au 1 de gueules au cheval effrayé d'argent, au 2 fascé d'or et de sable de huit pièces au cancrelin de sinople posée en bande brochant sur le tout et enté en pointe d'argent à trois bouterolles au bout d'épée faites en croissant de gueules malordonnées, en III grand-quartier parti en 1 d'argent semé de billettes de sable au lion de même brochant sur le tout et en 2 de sable au lion d'argent, en IV grand-quartier parti en 1 à cinq point d'or équipolé à quatre points d'azur au 2 d'argent au chef de gueules ; sur le tout d'argent, à la croix de gueules, cantonnée de quatre têtes de maures de sable, tortillées d'argent ; sur le tout du tout de gueules à la croix d'argent et celui des Bourbon Orléans, d'azur aux trois fleurs de lys d'or et au lambel d'argent |
|                                        | Philippe d'Orléans, fils de Philippe de France, comme duc de Chartres, héritier du duché d'Orleans D'azur aux trois fleurs de lys d'or, au lambel d'argent à trois pendants d'argent, le deuxième chargé d'un croissant d'argent, |
|                                        | Élisabeth-Charlotte d'Orléans (1676 † 1744), fille de Philippe de France, mariée en 1698 à Léopold Ier de Lorraine (1679 † 1729), duc de Lorraine et de Bar Deux écus accolés : Celui de la Maison de Lorraine, coupé et parti en 3, au premier fascé de gueules et d'argent, au second d'azur semé de lys d'or et au lambel de gueules, au troisième d'argent à la croix potencée d'or, cantonnée de quatre croisettes du même, au quatrième d'or aux quatre pals de gueules au cinquième parti d'azur semé de lys d'or et à la bordure de gueules, au sixième d'azur au lion contourné d'or, armé, lampassé et couronné de gueules, au septième d'or au lion de sable armé et lampassé de gueules, au huitième d'azur semé de croisettes d'or et aux deux bar d'or. Sur le tout d'or à la bande de gueules chargé de trois alérions d'argent ; et celui des Bourbon Orléans, d'azur aux trois fleurs de lys d'or et au lambel d'argent |
| Enfants de Philippe d'Orléans          | |
|                                        | Marie-Louise-Élisabeth d'Orléans (1695 † 1719), fille de Philippe d'Orléans et de Françoise-Marie de Bourbon, mariée en 1710 à Charles de France (1686 † 1714), duc de Berry, troisième fils du Grand Dauphin Deux écus accolés : Celui du duc de Berry, D'azur à trois fleurs de lys d'or à la bordure engrelée de gueules; et celui des Orléans, d'azur aux trois fleurs de lys d'or et au lambel d'argent. |
|                                        | Adélaïde d'Orléans (1698 † 1743), fille de Philippe d'Orléans et de Françoise-Marie de Bourbon, abbesse. D'azur aux trois fleurs de lys d'or et au lambel d'argent. |
|                                        | Charlotte-Aglaé d'Orléans (1700 † 1761), fille de Philippe d'Orléans, et de Françoise-Marie de Bourbon, mariée en 1720 à François III de Modène (1698 † 1780). Deux écus accolés : Celui de la Maison d'Este, écartelé, en 1 et 4 d'or, à l'aigle bicéphale de sable, membrée, becquée et liée de gueules et en 2 et 3 d'azur, à trois fleurs de lys d'or, à la bordure endentée de gueules et d'or, au pal de gueules aux deux clefs l'une d'argent l'autre d'or posées en sautoir et liées d'azur accompagné en chef d'une tiare cerclée et croisetée d'or ; sur le tout d'azur, à l'aigle d'argent, becquée, languée et couronnée d'or ; et celui des Bourbon Orléans, d'azur aux trois fleurs de lys d'or et au lambel d'argent. |
|                                        | Louis d'Orléans (1703 † 1752), duc d'Orléans. D'azur aux trois fleurs de lys d'or, au lambel d'argent. |
|                                        | Louise-Élisabeth d'Orléans (1709 † 1742), fille de Philippe d'Orléans, régent du royaume de France, mariée en 1722 à Louis Ier (1707 † 1724), roi d'Espagne Deux écus accolés : celui des cupé : en chef parti en 1 écartelé en 1 et 4, de gueules au château d'or ouvert et ajouré d'azur et en 2 et 3 d'argent au lion de gueules armé, lampassé et couronné d'or enté en pointe d'argent à une pomme grenade de gueules, tigée et feuilleté de sinople; 2 parti en 1 d'or à quatre pals de gueules et en 2 écartelé en sautoir d'or aux quatre pals de gueules et d'argent à l'aigle de sable;II, tigée et feuilleté de sinople et en pointe écartelé en 1 de gueules à la fasce d'argent; 2, d'azur semé de fleurs de lys d'or à la bande componée d'argent et de gueules, en 3 bandé d'or et d'azur de six pièces, à la bordure de gueules 4, de sable au lion d'or, armé et lampassé de gueules; enté en pointe parti d'or au lion de sable armé, couronné et lampassé de gueules et d'argent à l'aigle éployé de gueules, membré et becqué d'or;sur le tout d'azur aux trois fleurs de lys d'or à la bourdure de gueules et celui des Bourbon Orléans, d'azur aux trois fleurs de lys d'or et au lambel d'argent.[réf. nécessaire] |
|                                        | Jean Philippe d'Orléans (1702 † 1748), fils illégitime de Philippe d'Orléans, prieur de l'ordre de Saint-Jean de Jérusalem D'azur à trois fleurs de lys d'or, au bâton d'argent péri en barre et au lambel d'argent, au chef de gueules à une croix d'argent |
| Enfants de Louis-Philippe d'Orléans    | |
|                                        | Bathilde d'Orléans (1750 † 1822), fille de Louis-Philippe d'Orléans et de Auguste de Bade-Bade, mariée à Louis VI Henri de Bourbon-Condé Deux écus accolés : celui des princes de Condé, d'azur à trois fleurs de lys d'or et au bâton de gueules, et celui des Orléans, d'azur aux trois fleurs de lys d'or et au lambel d'argent. |
| Enfants de Louis-Philippe d'Orléans II | |
|                                        | Louis-Philippe d'Orléans, duc d'Orléans puis roi des Français (1830-1848), « le Roi-Citoyen ». (1773 † 1850) Louis-Philippe a d'abord conservé les armes d'Orléans surmontées de la couronne royale. Mais lors d'une émeute en 1830, ses armes exposées à Paris furent vandalisées. Louis-Philippe adopte dès lors ce blason : D'azur aux tables de la Loi d'or sur lesquelles sont inscrites : "Charte constitutionnelle 1830". Les fleurs-de-lys disparaissent aussi de la couronne, les couleurs traditionnelles de la France (azur et or) sont conservées. |
|                                        | Louis-Charles d'Orléans (1779 † 1808), fils de Louis-Philippe d'Orléans II et de Marie-Adélaïde de Bourbon D'azur aux trois fleurs de lys d'or et au lambel d'argent. |
|                                        | À la chute de la monarchie de Juillet, les Orléans reprennent leurs armes. En particulier, à la mort de Louis-Philippe, son petit-fils et héritier direct, le comte de Paris porte ces armes jusqu'à la mort du « comte de Chambord » en 1883. Philippe d'Orléans (1838-1894), comte de Paris D'azur à trois fleurs de lys d'or, au lambel d'argent, puis d'azur à trois fleurs de lys d'or (1883). |
|                                        | Mercedes d'Orléans (1860 † 1878), fille de Antoine d'Orléans, duc de Montpensier, mariée en 1878 à Alphonse XII (1857 † 1885), roi d'Espagne parti en I, écartelé en 1 et 4, de gueules au château d'or ouvert et ajouré d'azur, et en 2 et 3 d'argent au lion de pourpre armé, lampassé et couronné d'or, enté en pointe du sur-le-tout d'argent à une pomme grenade de gueules, tigée et feuilleté de sinople et sur le tout d'azur aux trois fleurs de lys d'or à la bordure de gueules et en II, d'azur aux trois fleurs de lys d'or au lambel d'argent.[réf. nécessaire] |
|                                        | Les prétendants orléanistes au trône de France à partir de 1883 : Philippe d'Orléans (1869-1926), duc d'Orléans ; Jean d'Orléans (1874-1940), duc de Guise ; Henri d'Orléans (1908-1999), comte de Paris ; Henri d'Orléans (1933-2019), comte de Paris, duc de France ; Jean d'Orléans (né en 1965), comte de Paris, chef de la maison de France. D'azur aux trois fleurs de lys d'or |
|                                        | Gaston d'Orléans (né en 2009), dauphin de France, prince d'Orléans, fils de Jean d'Orléans (né en 1965), comte de Paris, et de Philomena d'Orléans, comtesse de Paris, née de Tornos y Steinhart. Écartelé au 1 et 4 d'azur à trois fleurs de lys d'or et au 2 et 3 d'or à un dauphin d'azur, crêté, barbé, loré, peautré et oreillé de gueules |
|                                        | Jacques d'Orléans (1941), duc d'Orléans, fils d'Henri d'Orléans (1908-1999), comte de Paris D'azur aux trois fleurs de lys d'or, au lambel d'argent. |
|                                        | Anne d'Orléans, duchesse de Calabre, mariée à Charles de Bourbon-Siciles, duc de Calabre et prétendant au trône des Deux-Siciles, fille d'Henri d'Orléans (1908-1999), « comte de Paris ». Duchesse de Calabre (1965-2015): Deux écus accolés : celui de Bourbon-Sicile (Parti de deux, au I, écartelé : 1 et 4, d'or aux six fleurs de lys d'azur (qui est de Farnèse); 2 et 3, parti de gueules à la fasce d'argent (qui est d'Autriche) et bandé d'or et d'argent de six pièces à la bordure de gueules (qui est de Bourgogne ancien); sur-le-tout d'argent aux cinq écussons disposés en croix d'azur chargés de cinq besans d'argent en sautoir à la bordure de gueules chargée de huit châteaux d'or, donjonnés de trois tours, ouverts et ajourés d'azur (qui est de Portugal); au II, coupé de 3, au I parti d'écartélé au 1 et 4 de gueules au château d'or, donjonnés de trois tours, ouverts et ajourés d'azur (qui est de Castille) et au 2 et 3 d'argent au lion de pourpre (qui est de Léon); et contre-parti d'or aux quatre pals de gueules (qui est d'Aragon) et écartelé en sautoir d'or aux quatre pals de gueules et d'argent à l'aigle de sable (qui est de Sicile); enté en pointe d'argent à une pomme grenade de gueules tigée et feuillée de sinople (qui est de Grenade); au II parti de gueules à la fasce d'argent (qui est d'Autriche) et d'azur semé de lys d'or à la bordure componée de gueules et d'argent (qui est de Bourgogne), au III écartélé en 1 taillé d'argent de six pièces à la bordure de gueules (qui est de Bourgogne ancien) et d'or au lion de sable armé et lampassé de gueules (qui est de Flandre) au II tranché de sable au lion d'or armé et lampassé de gueules (qui est de Brabant) et d'argent à l'aigle de gueules (qui est de Tyrol), au 3 semé de lys d'or au lambel de gueules (qui est de Naples) et au 4 d'argent à la croix potencée d'or cantonné de quatre croisettes de même (qui est de Jérusalem); au III, d'or à six tourteaux mis en orle, cinq de gueules, celui en chef d'azur chargé de trois fleurs de lis d'or (qui est de Toscane); sur-le-tout d'azur à trois fleurs de lys d'or posés 2 et 1 à la bordure de gueules (qui est d'Anjou)) et celui de France (D'azur aux trois fleurs de lys d'or ). [réf. nécessaire]. Duchesse douairière de Calabre (2015-) : parti en I, celui de Bourbon-Sicile (Parti de deux, au I, écartelé : 1 et 4, d'or aux six fleurs de lys d'azur (qui est de Farnèse); 2 et 3, parti de gueules à la fasce d'argent (qui est d'Autriche) et bandé d'or et d'argent de six pièces à la bordure de gueules (qui est de Bourgogne ancien); sur-le-tout d'argent aux cinq écussons disposés en croix d'azur chargés de cinq besans d'argent en sautoir à la bordure de gueules chargée de huit châteaux d'or, donjonnés de trois tours, ouverts et ajourés d'azur (qui est de Portugal); au II, coupé de 3, au I parti d'écartélé au 1 et 4 de gueules au château d'or, donjonnés de trois tours, ouverts et ajourés d'azur (qui est de Castille) et au 2 et 3 d'argent au lion de pourpre (qui est de Léon); et contre-parti d'or aux quatre pals de gueules (qui est d'Aragon) et écartelé en sautoir d'or aux quatre pals de gueules et d'argent à l'aigle de sable (qui est de Sicile); enté en pointe d'argent à une pomme grenade de gueules tigée et feuillée de sinople (qui est de Grenade); au II parti de gueules à la fasce d'argent (qui est d'Autriche) et d'azur semé de lys d'or à la bordure componée de gueules et d'argent (qui est de Bourgogne), au III écartélé en 1 taillé d'argent de six pièces à la bordure de gueules (qui est de Bourgogne ancien) et d'or au lion de sable armé et lampassé de gueules (qui est de Flandre) au II tranché de sable au lion d'or armé et lampassé de gueules (qui est de Brabant) et d'argent à l'aigle de gueules (qui est de Tyrol), au 3 semé de lys d'or au lambel de gueules (qui est de Naples) et au 4 d'argent à la croix potencée d'or cantonné de quatre croisettes de même (qui est de Jérusalem); au III, d'or à six tourteaux mis en orle, cinq de gueules, celui en chef d'azur chargé de trois fleurs de lis d'or (qui est de Toscane) ; sur-le-tout d'azur à trois fleurs de lys d'or posés 2 et 1 à la bordure de gueules (qui est d'Anjou)); et en II, de France (D'azur aux trois fleurs de lys d'or ). [réf. nécessaire]. |
|                                        | Michel d'Orléans (1941), comte d'Évreux, fils d'Henri d'Orléans (1908-1999), comte de Paris D’azur à trois fleurs de lis d’or à la bande componée d’argent et de gueules. |
|                                        | Charles-Philippe d'Orléans (1973), duc d'Anjou, grand-maître de l'ordre de Saint-Lazare, fils aîné de Michel d'Orléans, comte d'Evreux. Écartelé de Saint Lazare et d'Anjou . D'azur à trois fleurs de lys d'or à la bordure de gueules. |

##### Maison d'Orléans-Bragance (1864-)
| Figure | Nom du prince et blasonnement |
| ------ | --- |
|        | Armes des prétendants au trône du Brésil (de Orleans e Bragança, famille impériale du Brésil) De sinople à la sphère armillaire d'or, traversée par une croix de l'ordre du Christ (pattée de gueules, vidée d'argent), et entourée par un anneau d'azur chargé de vingt étoiles d'argent ; le tout chargé en cœur d'un écu d'azur à trois fleurs de lis d'or sous un lambel d'argent. |
|        | Armes de l'héritier du prétendant au trône du Brésil Les mêmes brisées d'un lambel d'argent à trois pendants. |

### Branche de Bourbon-Busset (1464-)
| Figure | Nom du prince et blasonnement |
| ------ | --- |
|        | La Maison de Bourbon-Busset forme depuis le XVIe siècle la branche aînée mais illégitime de la maison capétienne de Bourbon. Louis de Bourbon (1438-1482), prince-évêque de Liège, eut un fils naturel, Pierre bâtard de Bourbon, baron de Busset (1464-1530), dit « le grand bâtard de Liège », dont descend la branche des Bourbons, barons de Busset et de Châlus, dits « Bourbon Busset ». Pour le père Anselme, les Bourbon Busset portaient semé de France, à la cotice de gueules en bande, au chef d’argent, chargé d’une croix potencée d’or, accompagnée de quatre croisette de même, qui est Jérusalem,. |
|        | Généralement le blason attribué aux Bourbon Busset est : De Bourbon au chef de Jérusalem, c’est-à-dire D'azur à trois fleurs-de-lys d'or (qui est de France moderne) au bâton péri en bande de gueules en abime (qui est la brisure moderne des Bourbon), au chef d'argent à la croix potencée et contrepotencée cousue d'or (qui est Jérusalem, brisure des Busset). |
|        | À la mort du dernier Condé, les Busset deviennent les seuls Bourbons ne descendant pas du père d'Henri IV et en assument les armes pleines : D'azur à trois fleurs-de-lys d'or (qui est de France moderne) au bâton péri en bande de gueules en abime (qui est la brisure moderne des Bourbons). |

## Maison d'Anjou-Sicile (1246-1435)
| Figure                                   | Nom du prince et blasonnement |
| ---------------------------------------- | --- |
|                                          | Charles Ier d'Anjou (1226 † 1285) Avant 1277 : D'azur semé de lys d'or au lambel de gueules. Après 1277 : Parti en 1 d'azur semé de lys d'or au lambel de gueules et en 2 d'argent à la croix potencé d'or, portées ensuite par : - Charles II d'Anjou (1254 † 1309), fils de Charles Ier - Robert Ier le Sage (1277 † 1344), fils de Charles II - Jeanne Ire de Naples (1326 † 1382), fille de Charles de Calabre, petite fille de Robert Ier |
| Enfants de Charles II d'Anjou-Sicile     | |
|                                          | Charles Martel (1271 † 1295), roi titulaire de Hongrie, fils aîné de Charles II écartelé en 1 et 4 d'azur semé de fleurs de lys d'or et en 2 et 3 fascé de gueules et d'argent de huit pièces. |
|                                          | Philippe Ier (1278 † 1332), prince de Tarente, quatrième fils de Charles II avant 1313 : D'azur semé de fleurs de lys d'or au lambel de gueules et à la bande d'argent, portées ensuite par : - Philippe (1297 † 1330), fils du premier mariage de Philippe Ier après 1313 : Parti en 1 d'azur semé de fleurs de lys d'or au lambel de gueules et à la bande d'argent en 2 de gueules à la croix d'or cantonnée de quatre besans d'or, chargé d'une croix de même, chaque besan accompagné de quatre croisettes d'or, portés ensuite par : - Robert de Tarente (1315 † 1364), fils du second mariage de Philippe Ier - Philippe II de Tarente (1329 † 1374), fils du second mariage de Philippe Ier |
|                                          | Raymond-Bérenger (1279 † 1307), comte d'Andria, cinquième fils de Charles II de Naples D'azur semé de lys d'or au lambel de gueules et au franc-quartier d'hermine. |
|                                          | Jean (1294 † 1336), duc de Durazzo, dernier fils de Charles II D'azur semé de fleurs de lys d'or au lambel de gueules à la bordure componée de gueules et d'argent,, portés ensuite par : - Charles (1323 † 1348), duc de Durazzo, fils aîné de Jean de Durazzo - Louis (1324 † 1362), duc de Gravina, fils puîné de Jean de Durazzo |
| Enfants de Robert Ier le Sage            | |
|                                          | Charles de Calabre (1298 † 1328), fils aîné de Robert Ier de Naples Parti en 1 d'azur semé de fleurs de lys d'or au lambel de gueules et en 2 d'argent, à la croix potencée d'or, cantonnée de quatre croisettes du même et à la bordure d'argent. |
| Enfants de Charles Martel d'Anjou        | |
|                                          | Charles Ier Robert (1288 † 1342), roi de Hongrie, fils aîné de Charles Martel Parti en 1 fascé de gueules et d'argent de huit pièces et en 2 d'azur semé de fleurs de lys d'or au lambel de gueules. |
|                                          | Clémence de Hongrie (1293 † 1328), fille de Charles Martel, mariée à Louis X le Hutin, roi de France (1289 † 1316) Parti d'azur semé de fleurs de lys d'or et fascé de gueules et d'argent de huit pièces. |
| Enfants de Charles Ier Robert de Hongrie | |
|                                          | Louis Ier (1326 † 1382), roi de Hongrie et de Pologne, fils aîné de Charles Ier Robert Ecartelé en 1 parti fascé de gueules et d'argent de huit pièces et d'azur semé de fleurs de lys d'or eu lambel de gueules, en 2 de gueules à l'aigle d'argent membré et couronné d'or en 3 de gueules à la croix patriarcale d'argent sur une colline de sinople et en 4 d'azur aux trois têtes de léopard d'or. |
|                                          | André de Hongrie (1327 † 1345), roi de Naples, second fils de Charles Ier Robert, époux de Jeanne Ire de Naples Tiercé en pal en 1 fascé de gueules et d'argent de huit pièces, en 2 d'argent à la croix potencé d'or et en 3 d'azur semé de fleurs de lys d'or et au lambel de gueules., portées ensuite par : - Charles III (1345 † 1386), roi de Naples et de Hongrie, fils de Louis de Gravina - Ladislas Ier (1372 † 1414), roi de Naples, fils de Charles III - Jeanne II (1373 † 1435), reine de Naples, fille de Charles III |

## Maison de Courtenay (1150-1768)
| Figure | Nom du prince et blasonnement |
| ------ | --- |
|        | Pierre Ier (1126 † 1183), fils de Louis VI le Gros, roi de France, et époux d'Elisabeth de Courtenay, dont il prit le nom et les armes, D'or à trois tourteaux de gueules , portées ensuite par : - Pierre II de Courtenay (1155 † 1219), fils de Pierre Ier - Philippe II (1195-1226), margrave de Namur, fils de Pierre II - les chefs de la maison de Courtenay, éteinte en 1733 |
|        | Pierre II (1155 † 1219), seigneur de Courtenay, comte de Nevers et d'Auxerre, éphémère empereur latin de Constantinople, fils du précédent, De gueules à la croix d'or cantonnée de quatre besants d'or, chacun chargé d'une croix de même, et accompagné de quatre croisettes d'or, portées ensuite par : - Robert (1201 † 1228), fils de Pierre II - Baudouin II (1219 † 1273), fils de Pierre II - Philippe (1243 † 1283), fils de Baudouin II - Catherine (1274 † 1307), fille de Philippe                                          |
|        | Robert Ier (1168 † 1239), grand bouteiller de France (1223), croisé (1239), seigneur de Champignelles et de Charny (Gâtinais), de Conches et de Nonancourt (Normandie), second fils de Pierre Ier de France, seigneur de Courtenay. D'or aux trois tourteaux de gueules, au lambel à cinq (ou trois) pendants d'azur, armes portées ensuite (avec des variantes) par : - les seigneurs de Champignelles, de Bléneau et de La Ferté-Loupière (qui devinrent successivement chefs de la Maison capétienne de Courtenay, éteinte en 1733). |
|        | Guillaume II de Courtenay, seigneur d'Yerres, croisé (1248) D'or à trois tourteaux de gueules, au lambel à cinq pendants de sable. |

## Maison de Dreux (1137-1355)
| Figure | Nom du prince et blasonnement |
| ------ | --- |
|        | Robert Ier (1123 † 1188), comte de Dreux, fils de Louis VI, roi de France Échiqueté d'or et d'azur à la bordure de gueules, portées ensuite par : - les comtes de Dreux jusqu'en 1355.                            |
|        | Robert III (1185 † 1234), comte de Dreux, fils de Robert II, comte de Dreux, portées avant de devenir comte de Dreux en 1198 Échiqueté d'or et d'azur à la bordure de gueules au lambel du même[réf. nécessaire]. |

### Branche de Beu (1217-1396)
| Figure | Nom du prince et blasonnement |
| ------ | --- |
|        | Robert Ier de Dreux (1212-1264), seigneur de Beu, fils de Robert III, comte de Dreux Échiqueté d'or et d'azur à la bordure engrelée de gueules, portés ensuite par : - Les seigneurs de Beu. |

### Branche de Dreux-Bretagne (1213-1514)
| Figure | Nom du prince et blasonnement |
| ------ | --- |
|        | Pierre Mauclerc (1191 – 6 juillet 1250), baillistre de Bretagne (1213-1237) et comte de Richmond (1219-1235). Echiqueté d'or et d'azur au franc-quartier d'hermine et à la bordure de gueules. |
|        | Jean (1266 – 1334), comte de Richmond (1306-1334), fils de Jean II de Bretagne. Echiqueté d'or et d'azur à la bordure de gueules chargée de léopards d'or et au franc-quartier d'hermine. |
|        | Pierre (1269 – 1312), vicomte de Léon (1306-1334), fils de Jean II de Bretagne. avant 1316 : Echiqueté d'or et d'azur à la bordure de gueules chargée de besants d'argent et au franc-quartier d'hermine. après 1316 : D'hermine à la bordure de gueules, chargée de besants d'argent[réf. nécessaire].           |
|        | Jean III (1286 † 1341), duc de Bretagne D'hermine plain, portés ensuite par : - les ducs de Bretagne jusqu'en 1514. |
|        | Guy (1287 † 1331), comte de Penthièvre et vicomte de Limoges, fils d'Arthur II, duc de Bretagne D'hermine à la bordure de gueules. |
|        | Jeanne de Penthièvre (1319 † 1384), comtesse de Penthièvre et vicomtesse de Limoges, fille de Guy, comte de Penthièvre et vicomte de Limoges Parti d'hermine plain et d'hermine à la bordure de gueules[réf. nécessaire].                                                                                         |
|        | Jean (1294 † 1345), comte de Montfort, fils d'Arthur II, duc de Bretagne D'hermine à la bordure de gueules, chargé de léopards d'or. |
|        | Arthur III de Bretagne (1393 † 1458), comte de Richmond, avant de devenir, en 1457, duc de Bretagne D'hermine au lambel de gueules, les trois pendants chargés de trois léopards d'or. |
|        | Pierre II de Bretagne (1418 † 1457), comte de Guingamp, avant de devenir, en 1450, duc de Bretagne D'hermine au lambel d'azur, les trois pendants chargés de trois fleurs de lys d'or. |
|        | Richard (1395 † 1438), comte d'Étampes, de Vertus, de Benon et de Mantes, fils de Jean IV, duc de Bretagne, et de sa troisième épouse Jeanne de Navarre, père de François II de Bretagne. D'hermine à la bordure engrelée de gueules.                                                                             |
|        | François II de Bretagne (1435 † 1488), comte d'Étampes, avant de devenir, en 1450, duc de Bretagne D'hermine au lambel d'azur chargé d'une fleur de lys d'or et surchargé d'un lambel d'argent. |
|        | Anne de Bretagne (1477 † 1514), fille de François II de Bretagne et de Marguerite de Foix, duchesse de Bretagne, puis, en 1491 et en 1499, reine de France avant 1491 : Ecartelé d'hermine et d'or à 3 pals de gueules[réf. nécessaire]. après 1491 : Parti d'azur à trois fleurs de lys d'or et d'hermine plain. |

#### Rameau de Machecoul (1235-1434)
| Figure | Nom du prince et blasonnement |
| ------ | --- |
|        | Olivier Ier de Machecoul (1231 – 1279), dit "Olivier de Braine", seigneur de Machecoul, fils de Pierre Mauclerc. D'argent à trois chevrons de gueules. |

#### Rameau d’Avaugour (1480-1746)
| Figure | Nom du prince et blasonnement |
| ------ | --- |
|        | François Ier d'Avaugour (1462-1510), comte de Vertus et de Goëllo, et baron d'Avaugour, fils de François II de Bretagne. Ecartelé aux I et IV d'hermine, les II et III contre-écartelés : aux I et IV du contre-écartelé d'azur à trois fleurs de lys d'or au lambel d'argent, aux II et III du contre-écartelé d'argent à la guivre d'azur couronnée d'or hissante de carnation ; sur le tout d'argent au chef de gueules[réf. nécessaire]. |

## Maison de Vermandois (1080-1250)
| Figure | Nom du prince et blasonnement |
| ------ | --- |
|        | Raoul Ier (1085 † 1152), comte de Vermandois et de Valois Échiqueté d'or et d'azur, portés ensuite par les comtes de Vermandois, ses successeurs (branche aînée éteinte en 1167, dernière trace connue de la branche cadette en 1250). |

## Maison de Bourgogne (1032-1361)
| Figure                                               | Nom du prince et blasonnement |
| ---------------------------------------------------- | --- |
|                                                      | Eudes II (1118 † 1162), duc de Bourgogne Bandé d'or et d'azur de six pièces, à la bordure de gueules, porté ensuite par les ducs de Bourgogne jusqu'en 1361 |
|                                                      | Alexandre de Bourgogne (1170 † 1205), seigneur de Montagu, fils de Hugues III Bandé d'or et d'azur de six pièces, à la bordure de gueules et au franc quartier d'hermines, portées ensuite par seigneurs de Montagu, ses descendants |
|                                                      | André Guigues VI (1184 † 1237), dauphin du Viennois, fils de Hugues III D'or au dauphin d'azur, crêté, barbé, loré, peautré et oreillé de gueules, portés ensuite par les dauphins du Viennois, ses descendants |
|                                                      | Eudes de Bourgogne (1231 † 1266), comte de Nevers, d'Auxerre et de Tonnerre Bandé d'or et d'azur en six pièces, à la bordure endenté de gueules, porté ensuite par : - son neveu Eudes IV de Bourgogne (1295 † 1350), second fils de Robert II, avant la mort de son frère aîné |
| Blason de Marguerite de Bourgogne, reine de Navarre. | Marguerite de Bourgogne (1290 † 1315), fille de Robert II, mariée en 1305 à Louis X le Hutin (1289 † 1316), roi de France et de Navarre Deux écus accolés : celui des cupé : mi-parti, en 1 semé de fleurs de lys d'or et en 2 de gueules aux chaînes d'or posées en orle, en croix et en sautoir, chargées en cœur d'une émeraude au naturel et celui bandé d'or et d'azur, à la bordure de gueules. |
|                                                      | Jeanne de Bourgogne (1293 † 1349), fille de Robert II, mariée en 1313 à Philippe VI de Valois, roi de France (1293 † 1350) Parti, en 1 de France, qui est d'azur aux trois fleurs de lys d'or et en 2 de Bourgogne ducale, qui est bandé d'or et d'azur, à la bordure de gueules. |
|                                                      | Louis de Bourgogne (1297 † 1316), prince de Morée, troisième fils de Robert II Bandé d'or et d'azur de six pièces, à la bordure de gueules, au franc quartier de gueules à la croix ancrée d'or (de Villehardouin). |
|                                                      | Philippe de Bourgogne (1323 † 1346), fils d'Eudes IV Bandé d'or et d'azur de six pièces, à la bordure de gueules, à la fleur de lys d'or au franc quartier. |

### Maison de Portugal (1093-1383)
| Figure | Nom du prince et blasonnement |
| ------ | --- |
|        | Alphonse Ier (1109 † 1185), roi de Portugal D'argent, croix d'azur. À partir de 1180 : D'argent aux cinq écus d'azur disposés en croix, chaque écu semé de besants d'argent,, portés ensuite par : - Sanche Ier(1154 † 1211), roi de Portugal - Alphonse II (1185 † 1223), roi de Portugal |
|        | Sanche II (1207 † 1248), roi de Portugal D'argent aux cinq écus d'azur disposés en croix, chaque écu aux cinq besants d'argent, |
|        | Alphonse III (1210 † 1279), roi de Portugal D'argent aux cinq écus d'azur disposés en croix, chaque écu chargé de cinq besants d'argent disposés en sautoir, à la bordure de gueules chargée de onze châteaux d'or, donjonnés de trois tours, ouverts et ajourés d'azur,, portés ensuite par les rois de Portugal qui lui succèdent jusqu'à Jean Ier |
|        | Jean Ier de Portugal, portés ensuite par les rois de Portugal qui lui succèdent jusqu'à Jean II D'argent aux cinq écussons d'azur disposés en croix, l'écusson latéral couché, chaque écusson chargé de cinq besants d'argent disposés en sautoir, à la bordure de gueules chargée de douze châteaux d'or, donjonnés de trois tours, ouverts et ajourés d'azur et chargé des quatre bouts évidents d'une croix fleurdelisé de sinople,. |
|        | Pierre (1392-1449), duc de Coimbra, fils de Jean Ier de Portugal D'argent, à cinq écussons d'azur, posés en croix, les deux de flanc mis de côté, chaque écusson chargé de cinq besants du champ, posés en sautoir, à la bordure de gueules, chargée de douze châteaux d'or, donjonnés de trois tours, ouverts et ajourés d'azur, aux quatre fleurs de lys de sinople, brisé d'un lambel d'argent, chaque pendant chargé de trois mouchetures d'hermine. |
|        | Jean de Coimbra (1431-1457), infant de Portugal et prince d'Antioche, fils du précédent. écartelé, au I d'argent, à la croix potencée d'or, cantonnée de quatre croisettes du même (qui est de Jérusalem), au II contre-écartelé au 1 et 4 d'argent aux cinq écussons d'azur disposés en croix, les écussons latéraux couchés, chaque écusson chargé de cinq besants d'argent disposés en sautoir, à la bordure de gueules chargée de neuf châteaux d'or, donjonnés de trois tours, ouverts et ajourés d'azur et chargé des quatre bouts évidents d'une croix fleurdelisé de sinople (qui est de Portugal) et au 2 et 3 contre-écartelé au 1 et 4 d'azur à trois fleurs de lys d'or (qui est de France) et au 2 et 3 de gueules aux trois léopards d'or, au III d'or au lion de gueules, armé, lampassé et couronné d'azur (qui est d'Arménie) et au IV d'argent au lion de gueules, armé, lampassé et couronné d'or, brochant sur le tout (qui est de Chypre), sur le tout burelé d'argent et d'azur de huit pièces, au lion de gueules, armé, lampassé et couronné d'or, brochant sur le tout (qui est de Lusignan-Chypre). |
|        | Jacques de Coimbra (1433-1469), infant de Portugal, évêque d'Arras et de Paphos et archevêque de Lisbonne. Troisième fils de Pierre, duc de Coimbra écartelé, au I et IV d'argent, à cinq écussons d'azur, posés en croix, les deux de flanc mis de côté, chaque écusson chargé de cinq besants du champ, posés en sautoir, à la bordure de gueules, chargée de douze châteaux d'or, donjonnés de trois tours, ouverts et ajourés d'azur, aux quatre fleurs de lys de sinople, brisé d'un lambel d'argent, chaque pendant chargé de trois mouchetures d'hermine (qui est d'Aviz-Coimbra), et au II et III d'or à 4 pals de gueules (qui est d'Aragon). |
|        | Henri, duc de Viseu, dit le Navigateur (1394-1460), fils de Jean Ier de Portugal D'argent, à cinq écussons d'azur, posés en croix, les deux de flanc mis de côté, chaque écusson chargé de cinq besants du champ, posés en sautoir, à la bordure de gueules, chargée de douze châteaux d'or, donjonnés de trois tours, ouverts et ajourés d'azur, aux quatre fleurs de lys de sinople, brisé d'un lambel d'azur, chaque pendant chargé de trois fleur de lys d'or. |
|        | Jean de Portugal (1400-1442), connétable de Portugal, fils de Jean Ier de Portugal D'argent, à cinq écussons d'azur, posés en croix, les deux de flanc mis de côté, chaque écusson chargé de cinq besants du champ, posés en sautoir, à la bordure de gueules, chargée de douze châteaux d'or, donjonnés de trois tours, ouverts et ajourés d'azur, aux quatre fleurs de lys de sinople, brisé d'un lambel d'or, chaque pendant chargé d'un flanc dextre de gueules. |
|        | Ferdinand de Portugal (1402-1443), grand-maître d'Aviz, fils de Jean Ier de Portugal D'argent, à cinq écussons d'azur, posés en croix, les deux de flanc mis de côté, chaque écusson chargé de cinq besants du champ, posés en sautoir, à la bordure de gueules, chargée de huit châteaux d'or, donjonnés de trois tours, ouverts et ajourés d'azur, et de deux léopards d'or en chef aux quatre fleurs de lys de sinople. |
|        | Alphonse V de Portugal (1432-1481), fils aîné d'Édouard Ier de Portugal. Pendant la Guerre de Succession de Castille, Alphonse V se proclame aussi roi de Léon et Castille (1475-1479) et portait des armes écartelé de Portugal-Aviz et de Castille-Leon. écartelé en 1 et 4 d'argent aux cinq écussons d'azur disposés en croix, l'écusson latéral couché, chaque écusson chargé de cinq besants d'argent disposés en sautoir, à la bordure de gueules chargée de neuf châteaux d'or, donjonnés de trois tours, ouverts et ajourés d'azur et chargé des quatre bouts évidents d'une croix fleurdelisé de sinople, et en 2 et 3 contre-écartelé en 1 et 4, de gueules au château d'or ouvert et ajouré d'azur et en 2 et 3 d'argent au lion de pourpre armé, lampassé et couronné d'or. |
|        | Ferdinand (1433-1470), duc de Viseu, fils d'Édouard Ier de Portugal D'argent, à cinq écussons d'azur, posés en croix, les deux de flanc mis de côté, chaque écusson chargé de cinq besants du champ, posés en sautoir, à la bordure de gueules, chargée de douze châteaux d'or, donjonnés de trois tours, ouverts et ajourés d'azur, aux quatre fleurs de lys de sinople, brisé d'un lambel aux deux pendant d'argent, chaque pendant écartelé en sautoir, d'or aux quatre pals de gueules et d'argent à l'aigle de sable. |
|        | Jean II de Portugal, roi en 1481 D'argent aux cinq écus d'azur disposés en croix, chaque écu semé de besants d'argent, à la bordure de gueules chargée de sept châteaux d'or, donjonnés de trois tours, ouverts et ajourés d'azur, Réforme de 1485 - portés ensuite par les Rois de Portugal qui lui succèdent jusqu'à la fin de la monarchie, en 1910. |
|        | Henri Ier de Portugal, dit le Cardinal-Roi, roi de 1578-1580 D'argent aux cinq écus d'azur disposés en croix, chaque écu semé de besants d'argent, à la bordure de gueules chargée de sept châteaux d'or, donjonnés de trois tours, ouverts et ajourés d'azur |